# Bassin minier du Boulonnais

Localisation du gisement sur la carte des bassins houillers français.

Étendue de bassin houiller dans le département Pas-de-Calais.

Le bassin minier du Boulonnais, aussi appelé bassin minier picard, est un ensemble de charbonnages assez anciens ouverts sur les communes de Hardinghen, Rety, Fiennes, Ferques et Caffiers, entre les villes de Boulogne-sur-Mer et Calais (département du Pas-de-Calais), et exploités entre 1692 (plus ancienne date confirmant l’exploitation des mines de cette région) et 1950. La houille y a donc été exploitée durant plus de deux siècles. 
Le bassin houiller du Boulonnais est très peu connu, car la quasi-totalité des puits, en plus d'être de petites exploitations, ne sont bien souvent restés ouverts que quelques années. L'exploitation demeurera plus tôt de manière artisanale et marginale en comparaison au Bassin minier du Nord-Pas-de-Calais, exploité entre 1716 et 1990 autour de Lens, Douai, Béthune et Valenciennes. 

## Historique

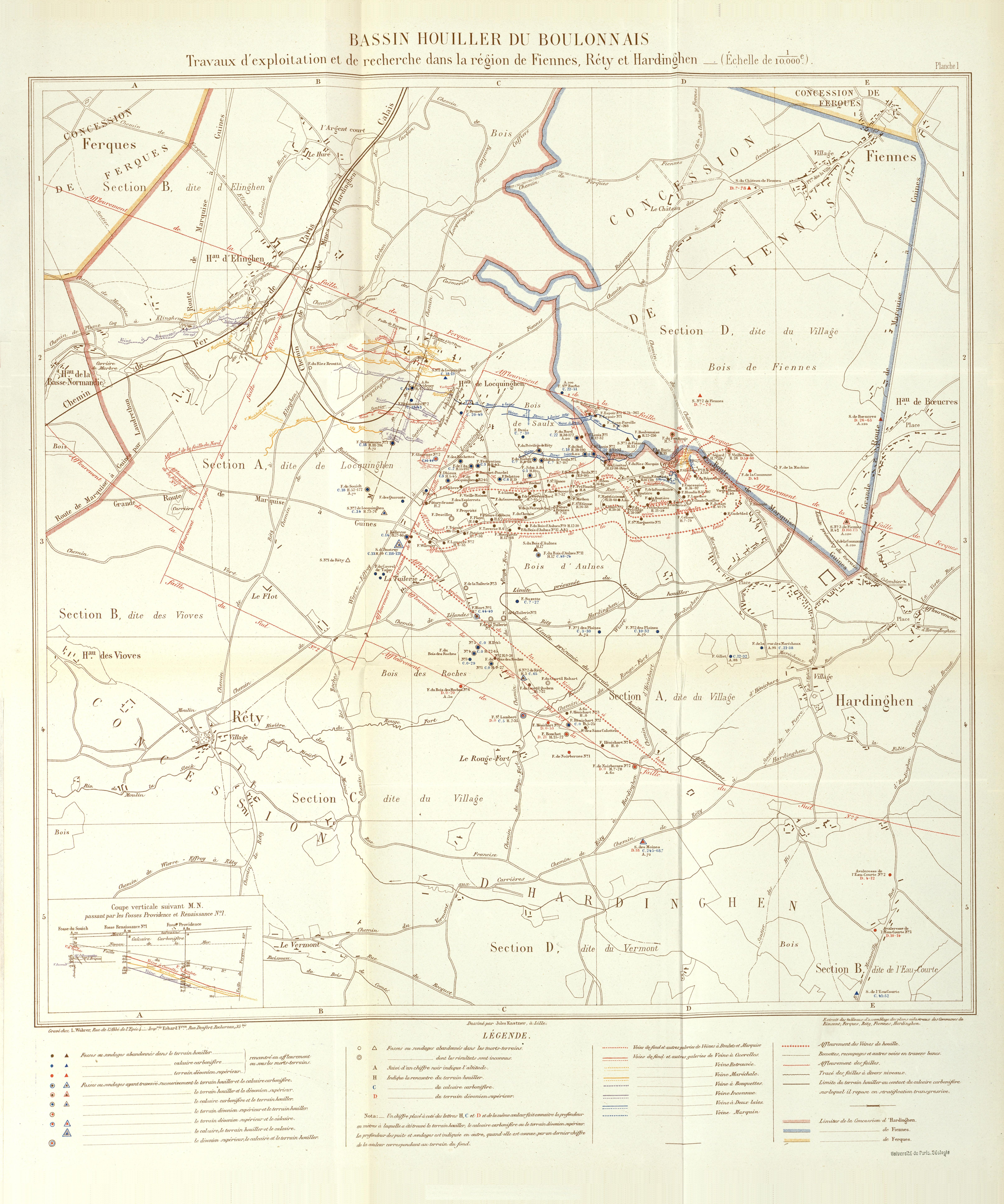
Carte des fosses ouvertes dans le Boulonnais.

Le Boulonnais, et particulièrement la partie que l'on appelle le bassin d'Hardinghen, est exploré par un très grand nombre de puits et de sondages depuis le XVIIe siècle. La légende dit que le charbon y fut découvert vers 1660 parce qu'il se trouvait, par endroits, à fleur de sol. Malheureusement, son exploitation se fit de manière anarchique.
Un décret du 27 janvier 1837 crée trois concessions : Hardinghen sur 3 067 hectares, Ferques sur 1 780 hectares et Fiennes sur 431 hectares. En 1840, les propriétaires des sociétés de Fiennes et d'Hardinghem s'unissent. En 1847, la Société entre en liquidation et une seconde est créée.
La Compagnie de Fiennes emploie 77 hommes et six enfants en 1890. Elle produit 4 000 tonnes, ce qui est nettement insuffisant et la conduit à la faillite. La Compagnie Descats rachète la concession mais des difficultés financières l'obligent à la liquidation le 23 juillet 1894. La Société des mines de houille de Ferques essaie à son tour d'exploiter la concession, en vain puisqu'elle dépose à son tour le bilan. La Société des charbonnages du Nord et du Pas-de-Calais, constituée en 1908, ne connaît pas plus de succès puisqu'elle est rachetée en 1924.
En 1930, la Compagnie des charbonnages de Vendin-les-Béthune reprend les Sociétés de Ferques et d'Hardinghen. En 1932, cette société est dissoute. En 1942, une dernière compagnie, la Compagnie nationale des carburants rachète l'exploitation, ce dernier échappant au contingentement de l'occupant.
Les charbonnages sont nationalisés par ordonnance du 13 décembre 1946. Le dernier puits cesse son exploitation en 1950.

## Géologie

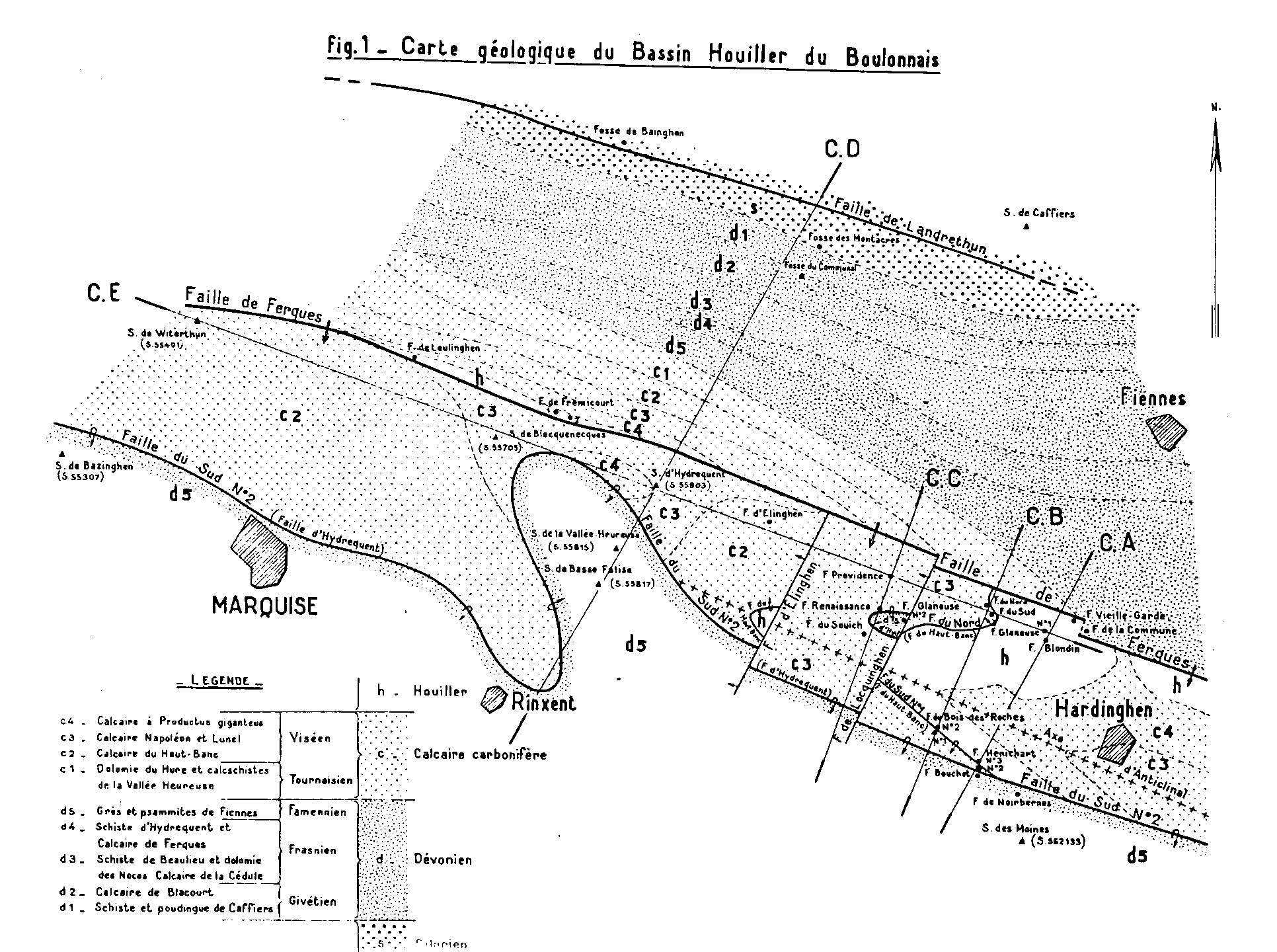

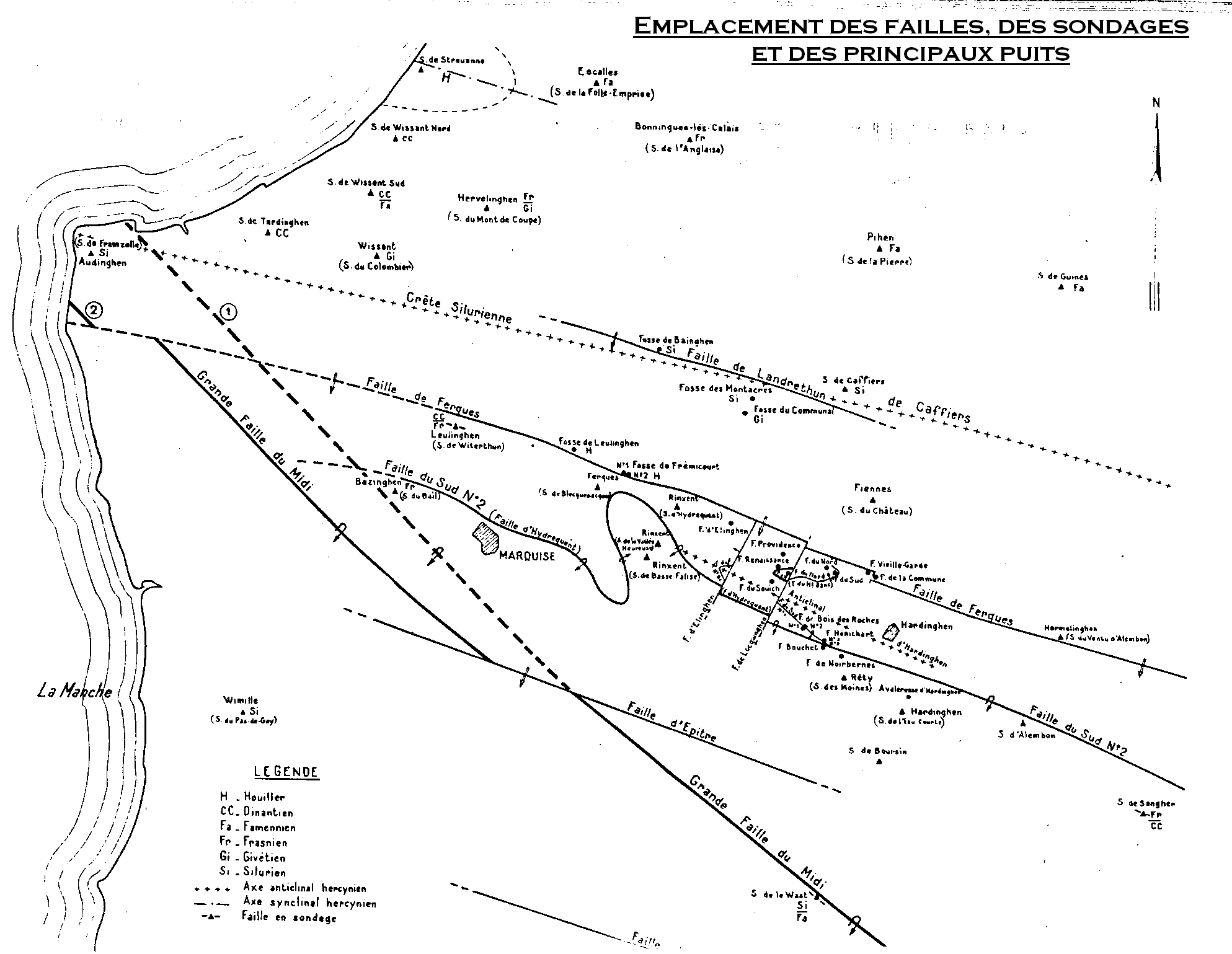

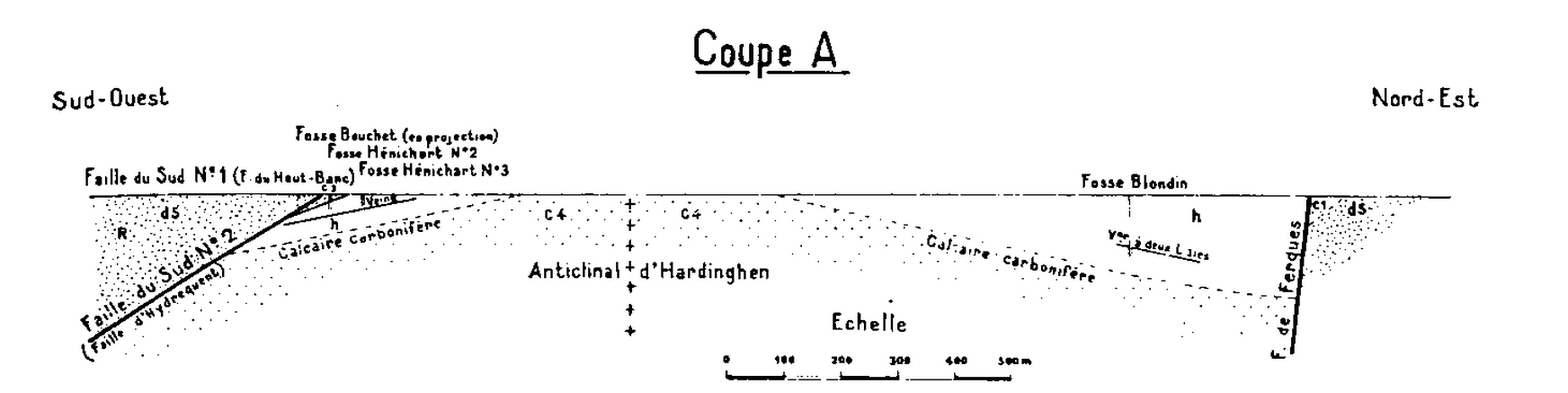
Mines du Boulonnais : coupe A

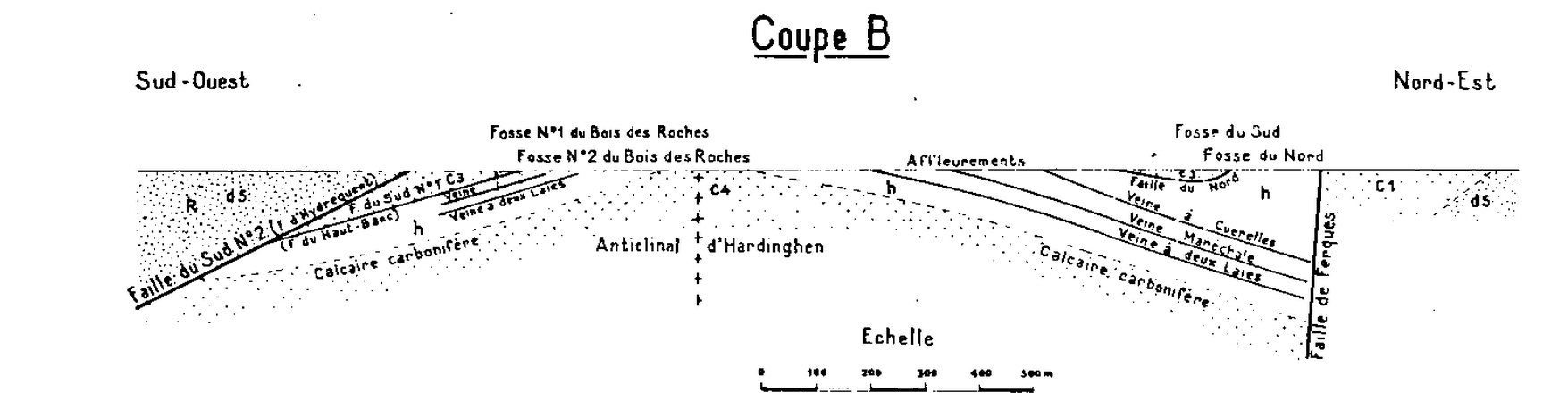
Mines du Boulonnais : coupe B

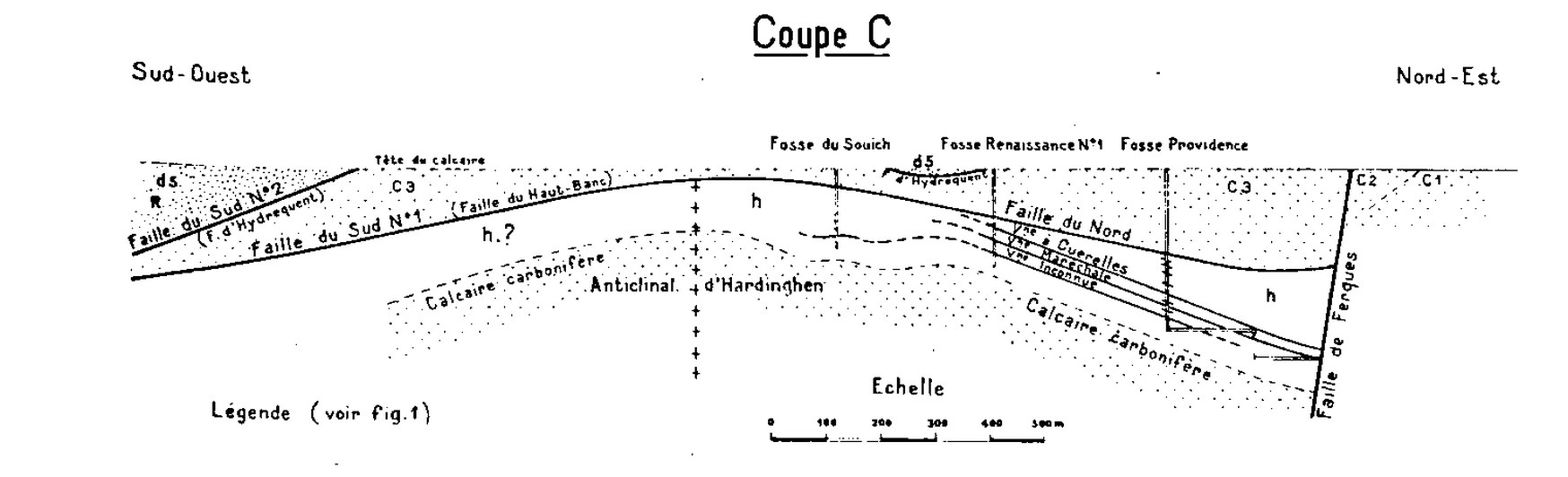
Mines du Boulonnais : coupe C

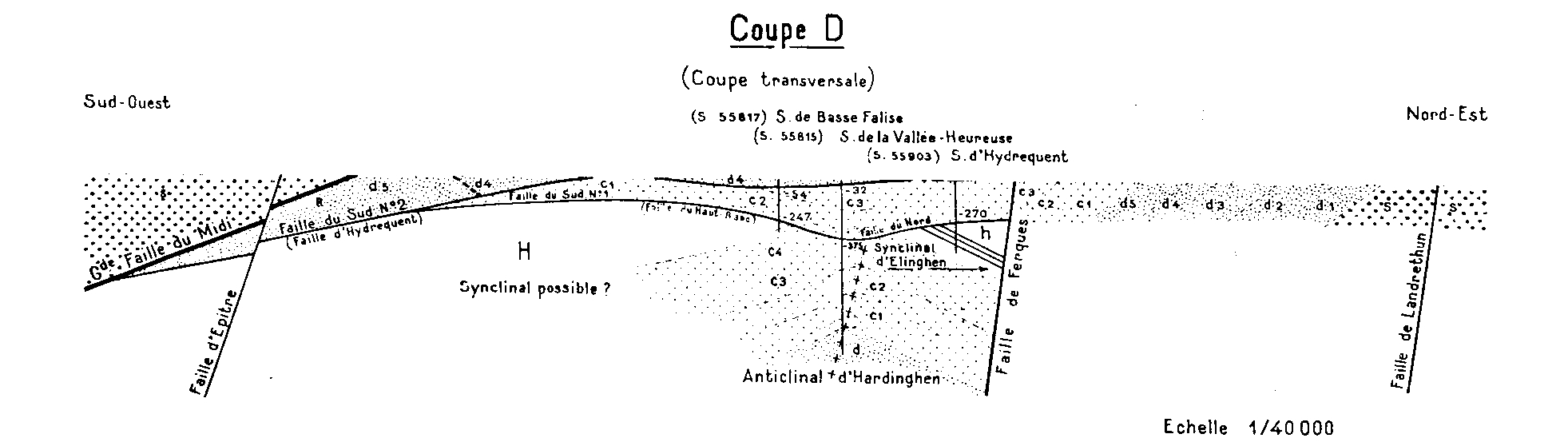
Mines du Boulonnais : coupe D

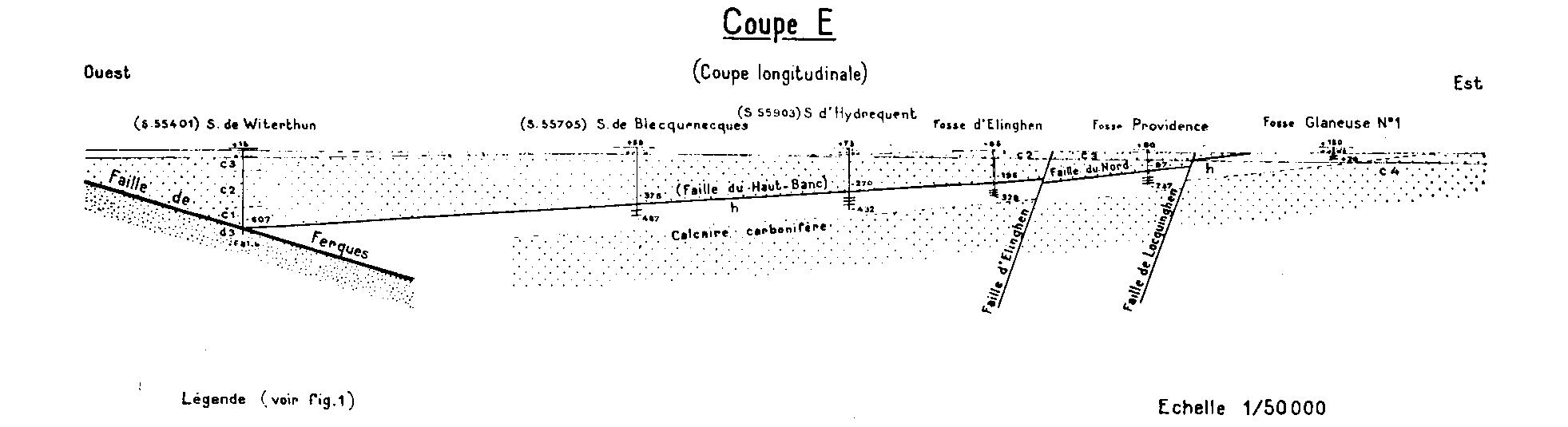
Mines du Boulonnais : coupe E

## Les fosses
Durant toute la période d'exploitation, 254 puits de mine sont ouverts dont 250 avant 1904. Une majorité d'entre eux se trouve dans un rayon de moins de deux kilomètres par rapport au Bois de Fiennes. Pour beaucoup d'entre eux, l'exploitation n'a duré que quelques années. Leur profondeur est bien plus faible que pour les autres puits du bassin minier. Ici, l'exploitation était individuelle pour la plupart des puits. Ils n'ont pas de date de fermeture à proprement parler, il s'agit plutôt de dates d'abandon. 

### Fosses à l'intérieur de la Concession d'Hardinghen

#### Puits de l'an (ou du nouvel an)
50° 48′ 39″ N, 1° 47′ 39″ E
La fosse de l'An est ouverte en 1792 par Delaplace pour le compte du Gouvernement sur le territoire de Rety, le 1er janvier 1792. Le puits est amené à la profondeur de 102 mètres, avec des accrochages établis à 23, 40, 97 et 102 mètres. La fosse est abandonnée en 1805.

#### Puits Bacquetno1(ou Bacquet-Ponchelno1)
50° 48′ 38″ N, 1° 47′ 41″ E
Il s'agit d'une très ancienne exploitation, sous le régime de l'arrêt du Conseil du 6 juin 1741. Elle a été ouverte par Bacquet en 1740 dans le hameau de Locquinghem à Rety. Il en tirait le charbon nécessaire à ses besoins. En 1838, des travaux ont été retrouvés jusqu'à la profondeur de 27 mètres par les mineurs de la fosse de Locquinghem.

#### Puits Bacquetno2(ou Bacquet-Ponchelno2)
Il s'agit du second puits de la fosse.

#### Puits Baudets
La fosse des Baudets était située aux alentours de la fosse Hiart no 2.

#### Puits Beaulieuno1
Le puits de la fosse Beaulieu est ouvert en 1782 par Désandrouin-Cazin à Élinghen, hameau de Ferques, il est profond de vingt mètres.

#### Puits Beaulieuno2
Le second puits de la fosse Beaulieu est creusé à proximité du premier.

#### Puits Bellevueno1
Les deux premiers puits Bellevue à Rety sont d'anciens puits, où le terrain houiller a directement été atteint.

#### Puits Bellevueno2
50° 48′ 27″ N, 1° 47′ 23″ E

#### Puits Bellevueno3
50° 48′ 27″ N, 1° 47′ 22″ E
La fosse Bellevue no 3 est ouverte en 1797 et abandonnée en 1798 par Desandrouin-Cazin, la profondeur atteinte est de 59,94 mètres. La fosse a été établie à Rety, près des deux anciens puits Bellevue. Le terrain houiller a été atteint à 16,85 mètres, mais il n'y avait pas de houille.

#### Puits Blondin
50° 48′ 35″ N, 1° 48′ 38″ E
La fosse Blondin est ouverte en 1827 par le groupe de Liedekerque-Cazin à Hardinghen à seize mètres de l'ancien puits de la fosse Concession, abandonné depuis 1798, qui est rouvert pour servir à l'exhaure. Le puits est profond de 107 mètres. Le 1er juillet 1828, la fosse Blondin est subitement inondée, entraînant la noyade de deux mineurs. Les travaux sont abandonnés dans les veines Maréchales et à Deux laies le 5 octobre 1833, et le puits est comblé en 1834,.

#### Puits du Bois d'Aulnesno1
La première fosse du Bois d'Aulnes a été débutée en 1810 à Rety. La profondeur atteinte est de 31 mètres. Le puits a été creusé par la Société Désandrouin-d'Esgranges. Le terrain houiller a été atteint, et la veine à Deux laies est au fond du puits.

#### Puits du Bois d'Aulnesno2
Le puits de la fosse du Bois d'Aulnes no 2 est ouvert et abandonné en 1810 à Rety par Désandrouin-Cazin dans les morts-terrains, à la profondeur de douze mètres.

#### Puits du Bois d'Aulnesno3
La fosse du Bois d'Aulnes no 3 est creusée et abandonnée en 1810 par Désandrouin-Cazin à Rety. Le puits est profond de 31 mètres.

#### Puits du Bois d'Aulnesno4
Le puits de la fosse du Bois d'Aulnes no 4 est ouvert en 1811 et abandonné en 1812 par le groupe de Liedekerque-Cazin à Rety. Il est profond de 22,65 mètres.

#### Puits du Bois d'Aulnesno5
Le puits de la fosse du Bois d'Aulnes no 5 est ouvert et abandonné en 1811 par le groupe de Liedekerque-Cazin à Rety. Il est profond de 29,83 mètres.

#### Puits du Bois d'Aulnesno6
Le puits de la fosse du Bois d'Aulnes no 6 est ouvert et abandonné en 1811 par le groupe de Liedekerque-Cazin à Rety. Il est profond de 26,97 mètres.

#### Puits du Bois d'Aulnesno7
Le puits de la fosse du Bois d'Aulnes no 7 est ouvert en 1811 et abandonné en 1812 par le groupe de Liedekerque-Cazin à Rety. Il est profond de 28,60 mètres.

#### Puits du Bois d'Aulnesno8
Le puits de la fosse du Bois d'Aulnesno 8 est ouvert en 1818 par le groupe de Liedekerque-Cazin à Rety. Il est profond de 23,72 mètres. La date d'abandon n'est pas connue.

#### Puits du Bois d'Aulnesno9Extraction
50° 48′ 29″ N, 1° 47′ 55″ E
Les deux puits ont été commencés par le groupe de Liedekerque-Cazin, à Rety, le premier le 21 août 1822, à 41 mètres au sud de la fosse du Chemin, le second le 24 septembre 1822, à neuf mètres au nord du premier. Ils ont tous deux rencontré le terrain houiller à 12,35 mètres. Le premier puits a été approfondi jusqu'à 27,63 mètres et le second jusqu'à 30,23 mètres. Ils ont traversé à 27,63 mètres et 29,25 mètres une veine de charbon de 98 centimètres d'épaisseur, plongeant au nord à raison de 15°. Ces puits ont été abandonnés le 6 décembre 1835 pour être remplacés par la fosse Saint-Étienne.

#### Puits du Bois d'Aulnesno9Épuisement
Il s'agit du second puits de la fosse du Bois d'Aulnes no 9, creusé à neuf mètres au nord du puits principal, à Rety.

#### Puits du Bois d'Aulnesno10
Le puits de la fosse du Bois d'Aulnes no 10 est ouvert et abandonné en 1825 par le groupe de Liedekerque-Cazin, à Rety. Il est profond de 7,80 mètres, et a été abandonné dans des terrains mouvants.

#### Puits du Bois d'Aulnesno11
Le puits de la fosse du Bois d'Aulnes no 11 est ouvert et abandonné en 1827 à Rety par le groupe de Liedekerque - Cazin. Le puits, qui a été prolongé par un sondage, est profond de 74,49 mètres.

#### Puits du Bois d'Aulnesno12Extraction
À Rety.
Ouvert par De Liedekerque - Cazin le 17 mai 1836, la profondeur atteinte est de 26 mètres. La fosse a été ouverte à peu de distance de la limite occidentale du Bois d'Aulnes. Elle possède deux puits : un pour l'extraction, l'autre pour l'aérage. La fosse a été abandonnée le 29 janvier 1838.
50° 48′ 29″ N, 1° 47′ 53″ E

#### Puits du Bois d'Aulnesno12Épuisement
À Rety.
Il s'agit du puits d'aérage. Il est situé au sud du premier puits, il a rencontré la veine à Deux laies en ferme à la profondeur de 26 m. Cette veine a été exploitée et ses travaux ont communiqué avec de la fosse Gillet.

#### Puits Bois des Rochesno1
De 1798 à 1808, la Société Désandrouin-Cazin creuse six fosses du Bois des Roches.
- Puits Bois des Roches no 2
- Puits Bois des Roches no 3.

#### Puits Bois des Rochesno4
La fosse no 4 a été la plus productive avec des accrochages établis à 35 et 45 mètres. Les venues d'eau très importantes ont obligé l'abandon des travaux le 9 avril 1808. Le puits est rouvert par le groupe Liedekerque-Cazin en 1814, et fut arrêté le 9 février 1817 parce que le charbon exploitable y faisait défaut. La venue d'eau était de 2 600 litres par heure, et était épuisée au moyen de chevaux.
- Puits Bois des Roches no 5
- Puits Bois des Roches no 6.

#### Puits du Bois de Saulxno1(Extraction)
50° 48′ 41″ N, 1° 47′ 58″ E
La fosse du Bois de Saulx no 1 est composée d'un puits d'extraction et d'un puits d'aérage, entrepris en 1768 à Rety par François-Joseph Théodore Désandrouin. Le puits d'extraction de 52 mètres, prolongé par un touret, a atteint la profondeur de 75 mètres. On y exploita tout d'abord la veine à Curière (à Cuerelles), par laquelle on communiqua, au bout d'un certain temps, avec les travaux de la fosse Sans Pareille, appartenant alors à Pierre Élisabeth de Fontanieu. Puis l'exploitation était descendue en vallées vers le nord, on y déhouilla les veines Maréchale et Deux Laies. Cette dernière fut atteinte au niveau de 107 mètres, on y travaillait encore en 1790.

#### Puits du Bois de Saulxno2
50° 48′ 38″ N, 1° 48′ 08″ E
La fosse du Bois de Saulx no 2 est commencée par la Société Désandrouin-Cazin en 1805 à Rety. Le puits est directement foncé à la profondeur de 94 mètres, avec des accrochages établis à 62 et 88 mètres. La fosse donnait 4 500 hectolitres d'eau par jour dont une partie était épuisée par un manège à chevaux, le surplus était dirigé vers la fosse des Verreries. Abandonnée en 1814, les travaux furent repris en 1830 par le groupe Liedekerque-Cazin. la fosse est approfondie à 105 mètres, les veines à Cuerelles et Maréchale y sont exploitées. Les travaux sont définitivement suspendus en 1838.

#### Puits Bois-Lannoy
La fosse du Bois-Lannoy est creusée en 1866 à Rety, par la Société de Fiennes. Le charbon y est rencontré à 6,50 mètres de profondeur, mais les travaux sont arrêtés le 6 juin 1866 en raison des venues d'eau, et de la qualité médiocre du gisement.

#### Puits Bouchet
50° 47′ 53″ N, 1° 48′ 07″ E
À Hardinghen. Ouvert en 1841, la profondeur atteinte est de 72 mètres.
- Puits Brunet no 1 (ancienne fosse)
- Puits Brunet no 2 (ancienne fosse).

#### Puits Brunet (ou Grand Rocher ou Républicaine)
50° 48′ 49″ N, 1° 47′ 37″ E
La fosse Brunet ou Républicaine est foncée en 1793 par Delaplace à Rety, et arrêtée le 19 octobre 1793 : la venue d'eau était de 1 250 hectolitres par jour. Le puits est profond de cinquante mètres.
- Puits Du Cavrel de Tagny no 1
- Puits Du Cavrel de Tagny no 2
- Puits Du Cavrel de Tagny no 3

#### Puits Célisse (ou Ferri du Moulin Leroy)
À Hardinghen.
Fermé en 1778, la profondeur atteinte est de 79 mètres.
50° 48′ 32″ N, 1° 48′ 40″ E

#### Puits du Chemin
À Rety.
Ouvert en 1806, la profondeur atteinte est de 39 mètres.
50° 48′ 31″ N, 1° 47′ 55″ E

#### Puits Concessionno1
50° 48′ 36″ N, 1° 48′ 38″ E
La fosse Concession est ouverte en 1793 avec deux puits par la Société Désandrouin-Cazin à Hardinghem. D'abord profonde de 65 mètres avec un accrochage établi à 42 mètres, elle fut exploitée jusqu'en 1798, tout en donnant une grande quantité d'eau. En 1827, le groupe Liedekerque-Cazin rouvre la fosse qui est approfondie à 91 mètres pour devenir le puits d'exhaure de la fosse Blondin. La fosse est définitivement abandonnée en 1834.

#### Puits Coquerel
- Puits Courtil-Gouin no 1
- Puits Courtil-Gouin no 2.

#### Puits Courtil-Quéhen
À Rety.
La fosse Courtil-Quéhen est un petit puits de recherche très ancien, dans le bassin du bois des Roches, contre la faille du Sud no 1. Une veine de charbon de 15 à 20 cm d'ouverture a été trouvée, plongeant vers le Midi. La fosse a été arrêtée à 22 m de profondeur à cause de l'eau. C'est dans son voisinage qu'a été creusée ultérieurement la fosse du Bois Lannoy.
50° 48′ 01″ N, 1° 47′ 57″ E

#### Puits Delattreno1(ou Parisienneno1)
À Rety.
La profondeur atteinte est de 46,15 mètres.
50° 48′ 37″ N, 1° 47′ 48″ E

#### Puits Denis
À Rety.
La profondeur atteinte est de 10 mètres.
50° 48′ 45″ N, 1° 47′ 54″ E

#### Puits Deulinno1
50° 48′ 37″ N, 1° 48′ 26″ E
La fosse Deulin est ouverte en 1815 à Hardinghen près de la route de Marquise à Guînes. Les deux puits sont creusés par le groupe Liedekerque-Cazin. La veine à Cuerelles est rencontrée à 49 mètres, et la veine Maréchale à 95 mètres. Le puits est profond de 119 mètres. En 1817, 64 ouvriers extrayaient 80 hectolitres de houille par jour. Le 16 janvier 1823, une flambée de grisou a lieu à la rencontre d'anciens travaux de la fosse La Hurie ou de Fiennes. La fosse est abandonnée en janvier 1827.

#### Puits Dhieuxno1
50° 48′ 37″ N, 1° 47′ 33″ E
Les deux puits de la fosse Dhieux sont creusés en 1795 à Rety par la Société Désandrouin-Cazin. La veine à Cuerelles, d'une puissance d'un mètre, y est exploitée. La fosse abandonnée est reprise en 1825 par le groupe Liedekerque-Cazin et définitivement abandonnée en 1828.

#### Avaleresse de l'Eau Courteno1
À Hardinghen.
Creusée entre le 13 et le 27 octobre 1827, le puits est profond de 13,71 mètres.
50° 47′ 19″ N, 1° 49′ 34″ E

#### Avaleresse de l'Eau Courteno2
À Hardinghen.
Ouvert à la fin d'octobre 1827, le puits est profond de 12 mètres. Il se trouve à 320 mètres au nord de l'Avaleresse de l'eau courte no 1.
50° 47′ 29″ N, 1° 49′ 38″ E

#### Puits Écarteries
À Hardinghen.
50° 48′ 34″ N, 1° 48′ 35″ E

#### Puits Fédération (ou Révolutionnaire)
À Rety.
Ouvert en 1793, la profondeur atteinte est de 43 mètres, abandonné en 1810.
50° 48′ 39″ N, 1° 47′ 41″ E
La fosse Fédération, ou Révolutionnaire, est creusée par Delaplace à trente mètres de la fosse de l'An. Le puits de 43 mètres est prolongé par un touret, un puits intérieur, ce qui permet une exploitation jusqu'en 1803. L'extraction reprit en 1808, et se poursuivit pendant quelques années.

#### Puits de la Fourdinière (ou Saint-Jean de la Fourdinière)
À Hardinghen.
Ouvert en 1739, il a fermé en 1742.
50° 48′ 35″ N, 1° 48′ 32″ E

#### Puits Gadebled
À Hardinghen.
Ouvert en 1737, la profondeur atteinte est de 45 mètres.
50° 48′ 32″ N, 1° 48′ 50″ E

#### Puits Glaneuseno1(premier puits)
50° 48′ 39″ N, 1° 48′ 37″ E
En 1888, Ludovic Breton achète la concession d'Hardinghen. Le 4 septembre 1888 débute le fonçage des deux puits de la fosse Glaneuse no 1, distants de vingt mètres, cuvelés en bois, et profonds tous les deux de cent mètres, à Hardinghen. Des accrochages sont établis à 42, 58, 69, et 97 mètres. La fosse est abandonnée le 1er novembre 1901.

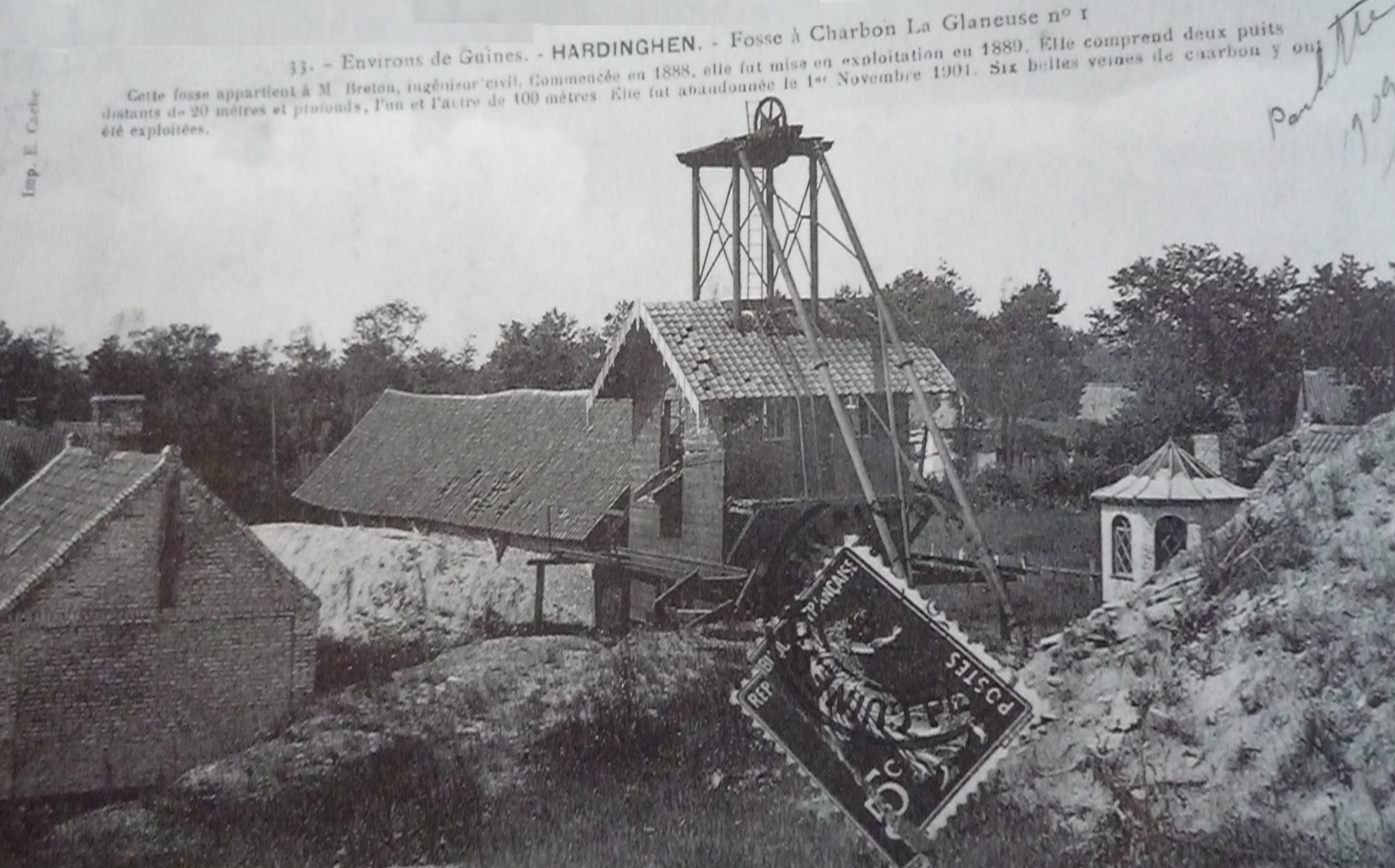
La fosse Glaneuse.

#### Puits Glaneuseno1(second puits)
Le second puits de la fosse Glaneuse no 1 est profond de cent mètres.

#### Puits Glaneuseno2
50° 48′ 41″ N, 1° 47′ 30″ E
Le puits de la fosse Glaneuse no 2 est creusé en 1892 au hameau de Locquinghen à Rety par Ludovic Breton avec une profondeur de 44 mètres. La fosse est située 1 300 mètres à l'ouest de la fosse Glaneuse no 1. Le fonçage dure de 1892 à 1894. La venue d'eau est telle que l'on ne parvient plus à approfondir le puits à bras d'hommes. En août 1897, une machine d'extraction de trois chevaux en provenance de la fosse Glaneuse no 1 est installée. Mais elle ne parvient pas à assécher le puits, les travaux sont arrêtés le 26 septembre 1897. Des veines de charbon restent encore à exploiter à l'est de la fosse Glaneuse no 2, au nord des anciennes fosses des Rochettes, de l'An, et Fédération.

#### Puits du Gouverneur
À Rety.
Ouvert en 1790.
50° 48′ 34″ N, 1° 47′ 53″ E

#### Puits Hénichartno1
À Hardinghen.
La fosse Hénichart no 1 a été ouverte par la société Désandrouin Cazin vers 1783 aux environs de la ferme Hénichart, dans le bassin du bois des Roches, il en va de même pour les trois autres puits de cette fosse. Elle a été abandonnée à la profondeur de 53,38 m dans le terrain rouge dévonien.
50° 47′ 54″ N, 1° 48′ 02″ E

#### Puits Hénichartno2
À Hardinghen.
Ouverte vers 1783, la profondeur atteinte est de 25,22 m. Le puits est situé au milieu du bois. Le puits a traversé 5 m de calcaire avant d'entrer dans le terrain houiller, où une veine d'environ un mètre d'épaisseur, inclinée de 18° vers le Sud-Sud-Ouest a été recoupée à la profondeur de 16 m
50° 47′ 54″ N, 1° 48′ 07″ E

#### Puits Hénichartno3
À Hardinghen.
Ouvert en 1783, le puits est entré directement dans le terrain houiller. La veine citée ci-dessus a été atteinte presque immédiatement, à deux mètres du sol. L'altitude est de 60 m.
50° 47′ 56″ N, 1° 48′ 07″ E

#### Puits Hénichartno4
À Hardinghen.
Ouverte en 1783, cette fosse est située assez loin à l'Est des précédentes. Elle s'est retrouvée dans le même cas que la fosse no 3 : la veine y a été recoupée à la profondeur de 4 m. D'après M. Merlan, maître mineur, on aurait en outre rencontré une seconde petite veine à une vingtaine de mètres au-dessous de la précédente. Les eaux ont entravé, puis empêché l'exploitation de ce gisement. La profondeur atteinte est de 24 m.
50° 47′ 51″ N, 1° 48′ 17″ E
- Puits Hiart (ancienne fosse)
- Puits Hiart no 1 (premier puits)
- Puits Hiart no 1 (second puits).

#### Puits Hiartno2(premier puits)
50° 48′ 33″ N, 1° 48′ 17″ E
La fosse Hiart no 2 et ses deux puits sont ouverts en 1826 par le groupe Liedekerque-Cazin, au sud de la route de Marquise à Guînes, à Rety. un puits assure l'exhaure, l'autre, profond de 56 mètres permet l'extraction. La fosse est abandonnée le 28 juillet 1835.

#### Puits Hibon
50° 48′ 38″ N, 1° 48′ 15″ E
La fosse Hibon est commencée en 1858 à Rety par la Société de Fiennes à la suite de l'inondation de la fosse Espoir no 2. Le puits est profond de 84 mètres, l'accrochage est établi à 82 mètres. La production totale est de 124 514 hectolitres de charbon. La fosse est abandonnée le 25 octobre 1860, parce que le charbon y faisait défaut.

#### Puits Jasset
50° 48′ 33″ N, 1° 48′ 46″ E
La fosse Jasset est commencée par la Société de Fiennes en 1858 à Hardinghen. La machine d'extraction de la fosse Espoir no 2 y est installée. le puits est profond de 74,85 mètres, et doté de deux accrochages à 42 et 73 mètres. 238 119 hectolitres de charbon y ont été extraits, et les travaux cessent le 17 mai 1861 à la suite de l'épuisement du gisement.

#### Puits John (ou l'Anglaise)
50° 48′ 38″ N, 1° 47′ 56″ E
La fosse John est ouverte en 1828 par le groupe Liedekerque-Cazin à Rety. Une communication est établie à la profondeur de seize mètres vers la fosse Dupont pour y conduire les eaux rencontrées. Deux accrochages sont établis à 35 mètres de profondeur. Le puits est profond de 55 mètres. Le 14 juillet 1836, un incendie détruit les installations de surface et le chef-mécanicien John Pigott, qui a donné son nom à la fosse, se tue en tombant dans le puits. Les travaux sont abandonnés le 19 août 1836. 

#### Puits Lamarreno1
La fosse Lamarre est constituée de trois fosses creusées en 1799 par la société Désandrouin-Cazin, et situées au sud de la route de Marquise à Guînes. La fosse no 1 exploite une veine à 23 mètres, mais rencontre des ouvrages anciens, la fosse no 2 rejoint la fosse no 1 et exploite à 34 mètres, et la fosse no 3 rencontre de l'eau dans d'anciens travaux.
- Puits Lamarre no 2
- Puits Lamarre no 3.

#### Puits Lefèbvre
50° 48′ 30″ N, 1° 47′ 45″ E
La fosse Lefèbvre est mise en exploitation en 1790 par la Société Désandrouin-Cazin à Rety, le puits est foncé jusque soixante mètres. L'extraction cesse en 1794, puis reprise plusieurs fois. La fosse est définitivement abandonnée en 1804.

#### Puits Leprince
À Hardinghen. Ouvert en 1734, il a fermé en 1739.
50° 48′ 35″ N, 1° 48′ 39″ E

#### Puits des Limites (premier puits)
50° 48′ 42″ N, 1° 48′ 17″ E
La fosse des Limites est commencée le 22 mai 1810 à la limite des territoires de Fiennes et de Rety par la Société Désandrouin-Cazin. Le premier puits est ouvert à Fiennes, le second à Rety. Les puits sont distants de neuf mètres, et le second puits, profond de 38,40 mètres est situé à quatorze mètres à l'ouest de la limite entre Rety et Fiennes. Le premier puits est abandonné le 2 juin 1812. Le terrain houiller est atteint à 14,90 mètres. En 1817, on extrayait de cette fosse quarante hectolitres de houille par jour avec 33 ouvriers. Les travaux ne portent que sur la veine à Boulets. L'exploitation cesse le 3 février 1820,.

#### Puits des Limites (second puits)
50° 48′ 40″ N, 1° 48′ 17″ E
Le second puits de la fosse des Limites, situé à Rety, a assuré l'essentiel de la production.

#### Puits à Lions
50° 48′ 35″ N, 1° 47′ 52″ E
La fosse à Lions est exécutée par la Société Désandrouin-Cazin en 1795 à Rety, et exploitée jusqu'en 1822 avec quelques interruptions.

#### Puits de Locquinghen
À Rety. Ouvert en 1840.
50° 48′ 37″ N, 1° 47′ 41″ E
La fosse de Locquinghen est ouverte en 1838 à Rety, elle est commencée par le groupe de Liedekerque-Cazin, puis continuée par la Société de Fiennes à la profondeur de 44,65 mètres. Elle est abandonnée en 1840 à cause du faible gisement, et de l'abondance des eaux.

#### Puits Marquisienne (ou Marquise)
50° 48′ 34″ N, 1° 48′ 21″ E
La fosse Marquise est commencée en 1838 à Rety par la Société de Fiennes. Le puits est profond de 68 mètres. La veine maréchale y est ici exploitée à 32 mètres de profondeur, sa puissance varie d'un à six mètres. La fosse a produit 21 414 hectolitres en 1838, et 61 093 hectolitres en 1839. Elle est abandonnée sur les conseils de Du Souich en 1840 à cause des affaissements causés au jour.

#### Puits Mathon
À Rety.
50° 48′ 34″ N, 1° 48′ 07″ E

#### Puits Mouquetteno1
La fosse Mouquette est commencée en 1837 par de Liedekerque-Cazin. Les deux puits sont profonds de 18 mètres. Le charbon y a été extrait jusqu'en mai 1838. La production totale de la fosse est de 5 022 hectolitres de charbon.

#### Puits Noirbernesno1
50° 47′ 49″ N, 1° 48′ 08″ E
La fosse des Noirbernes no 1 est entreprise en 1783 à Rety, à environ 200 mètres au sud-sud-ouest de la fosse Hénichart no 4. Le terrain appartient au sieurs Delattre de Noirbernes. Le puits a trouvé le terrain rouge Dévonien supérieur.

#### Puits Noirbernesno2
50° 47′ 47″ N, 1° 48′ 26″ E
La fosse de Noirbernes no 2 est ouverte par Pierre de Fontanieu en 1783, au même lieu, à environ 360 mètres à l'est de la précédente, dans l'angle sud-ouest formé par le chemin des Moines, et le ruisseau de la Piloterie. On l'a appelée fosse Delattre Noirbernes à l'arrêt du Conseil du 31 juillet 1784. Le puits est poussé jusqu'à la profondeur de 77,60 mètres. Le terrain rouge Dévonien supérieur y est d'abord rencontré, puis le terrain houiller du bassin du bois des Roches. Au début du XXe siècle, des schistes rouges mêlés de schistes houillers et de charbon étaient encore visibles sur son emplacement.

#### Puits du Nord
50° 48′ 45″ N, 1° 48′ 09″ E
La fosse du Nord est commencée en 1837 par le groupe de Liedekerque-Cazin à Rety, puis continuée par la Société de Fiennes. Le puits est profond de 171,63 mètres. La veine à Cuerelles a été exploitée. La fosse ferme en 1840.

#### Puits Patrie ou Égaliténo1
La fosse Patrie a été creusée en 1794 par la Société Désandrouin-Cazin. Les deux puits sont distants de six mètres. Le charbon y est découvert aux profondeurs de 22, 35 et 56 mètres, mais la fosse n'est presque pas exploitée à cause des venues d'eau, et est abandonnée le 8 avril 1798.

#### Puits Patrioteno1
La fosse Patriote est creusée en 1792 par Delaplace pour le compte du Gouvernement. Les deux puits sont situés à six mètres l'un de l'autre. Les accrochages situés à 26 et 38 mètres permettent une exploitation jusqu'en 1793.

#### Puits Pâture à Briques
50° 48′ 33″ N, 1° 48′ 04″ E
la fosse Pâture à Briques est ouverte en 1800 à Rety à 73 mètres au sud de la fosse des Verreries, qui lui a servi de fosse d'aérage. Elle est remise en exploitation en 1806, et abandonnée en 1814. La fosse est une fois de plus remise en exploitation en 1819. La veine Maréchale d'une puissance d'un mètre y est exploitée à 25 mètres, et la veine à Deux Laies à 61 mètres (1,30 mètre d'épaisseur). La fosse est définitivement abandonnée en 1825. Le puits est profond de 61,5 mètres.
- Puits Pâture à Roquet no 1
- Puits Pâture à Roquet no 2.

- Puits Pâture de la Folie no 1
- Puits Pâture de la Folie no 2
- Puits Pâture de la Folie no 3.

#### Puits Pâture-Grasseno1
50° 48′ 33″ N, 1° 47′ 27″ E
La fosse Pâture-Grasse est ouverte en 1789 à Rety par la Société Désandrouin-Cazin. Les deux puits creusés atteignent le terrain houiller sous deux mètres d'argile. La veine Maréchale, épaisse de soixante centimètres à un mètre est rencontrée à la profondeur de vingt mètres. L'extraction débute le 26 juin 1790, la fosse est abandonnée le 1er août 1792, faute de charbon.

#### Puits Pâture-Lefebvre
La fosse Pâture-lefebvre est ouverte en 1804 par la Société Désandrouin-Cazin qui y exploite la veine à Deux Laies à la profondeur de 42 mètres jusqu'en 1819.

#### Puits Petite-Sociéténo1
La fosse Petite-Société est creusée jusqu'à 45 mètres de profondeur par l'association Désandrouin-Cazin en 1782. Elle est reprise le 1er août 1833 et munie d'un second puits profond de 54 mètres. L'exploitation cesse le 25 mai 1835.

#### Puits Petite-Sociéténo2
Le second puits de la fosse Petite-Société fut ouvert en 1833, et abandonné en 1835. Il est profond de 54 mètres.

#### Puits des Plainesno1
50° 48′ 11″ N, 1° 48′ 16″ E
Ouvert en 1862 à Rety, la profondeur atteinte est de trente mètres. La fosse des Plaines no 1 a été exécutée par la Première Société de Fiennes, dans les plaines d'Hardinghen, à la suite de la rencontre de la houille dans le calcaire carbonifère au puits Pillet et de l'exécution de nombreux sondages à la suite de cette découverte. Le puits a été commencé le 2 janvier 1862 à une altitude de 72 mètres. Sous 1,50 mètre de terre végétale, il a été trouvé un mètre de terrain mou, puis le calcaire carbonifère noir est apparu sur l'une des parois. À la profondeur de 8,05 mètres, il s'étendait sur toute la section, enfin, à celle de 11,05 mètres, on a trouvé des schistes gris et une veine de charbon en cran. Cette veine a été exploitée par un accrochage établi à la profondeur de dix mètres. Elle était loin d'être régulière, mais on pouvait lui assigner une puissance moyenne d'un mètre en charbon. Au-dessous, le calcaire carbonifère reparaissait. On y a approfondit le puits mais péniblement, à cause de sa dureté et des venues d'eau. Les difficultés d'épuisement ont obligé à suspendre le fonçage à la profondeur de douze mètres, et on n'a pu le reprendre que le 15 mai 1862. Le 2 août suivant, on atteignait, à la profondeur de douze mètres, une seconde veine dont le mur se trouvait au niveau de 27 mètres. Elle était épaisse de 1,50 mètre. Le puits a ensuite été poursuivi. 40 230 hectolitres de charbon ont été extraits en 1863. On en a extrait jusqu'à près de cent tonnes de charbon par jour, mais cela a peu duré, car en octobre 1866, on dut abandonner complètement la fosse. La venue d'eau avait dépassé 6 000 m3 par jour. On ne pouvait plus faire l'épuisement avec deux pompes de 55 centimètres de diamètre et une machine de 80 chevaux. Cette machine a été transportée plus tard à la fosse Renaissance no 1.

#### Puits des Plainesno2
50° 48′ 11″ N, 1° 48′ 32″ E
À la suite de l'inondation de la fosse Providence, en novembre 1864, on ouvrit, le mois suivant, un second puits des Plaines à environ 320 mètres à l'est du premier puits, à Hardinghen. L'altitude est de 75 mètres, le terrain houiller a été atteint à dix mètres. Il a rencontré les mêmes veines, l'une à la profondeur de treize mètres, l'autre à celle de 32 mètres. La première veine était d'une puissance extrêmement variable et donnait un charbon médiocre. La seconde était un peu mieux réglée, et avait dans le puits une épaisseur d'environ 1,15 mètre, qui augmentait vers le sud jusqu'à atteindre trois mètres, et même quatre mètres. Cent tonnes par jour en 1866 y étaient extraits. On ouvrit, pour les exploiter, deux étages, l'un au niveau de 19,50 mètre, l'autre à celui de 32,50 mètres. La veine inférieure était presque horizontale dans le puits, où elle se présentait comme formant une sorte de selle. Mais en allant vers le sud, elle ne tardait pas à plonger dans cette direction, avec une pente de 18°. Les eaux ont considérablement entravé l'exploitation de la fosse no 2. Cependant, la première veine a donné 22 748 hectolitres de charbon en 1865. La seconde a aussi été exploitée quelque temps, entre toit et mur calcaires, en 1866. La profondeur atteinte est de 32,50 mètres. La fosse a été abandonnée à la suite d'une venue d'eau ayant dépassé 6 000 m3 par jour.

#### Puits Playe
À Rety. Ouvert en 1801, la profondeur atteinte est de 19,41 mètres.
50° 48′ 30″ N, 1° 47′ 41″ E
- Puits Pré-Moyecque no 1
- Puits Pré-Moyecque no 2
- Puits Pré-Moyecque no 3.

#### Puits Pré-Vauchelno1
À Rety. Ouvert en 1805, la profondeur atteinte est de 37 mètres.
50° 48′ 35″ N, 1° 48′ 09″ E

#### Puits du Privilègeno1(ou du Concessionnaire du Privilège du duc d'Aumontno1)
50° 48′ 33″ N, 1° 48′ 24″ E
La fosse du Privilège est ouverte en 1768 à Hardinghem par François-Joseph Théodore Désandrouin. Elle comporte un puits d'extraction et un puits d'aérage. La profondeur du puits a atteint cent mètres, et le charbon y a été extrait jusqu'en 1777. Les travaux ont ensuite repris de 1782 à 1791, date à laquelle la fosse a fermé.

#### Puits Propriété
À Rety. Ouvert en 1800, la profondeur atteinte est de 35 mètres.
50° 48′ 31″ N, 1° 47′ 39″ E

#### Puits Providence
La fosse Providence est creusée en 1853 par la Société de Fiennes à 325 mètres de la fosse Renaissance no 1, avec une profondeur de 316 mètres. À cause des fortes venues d'eau entre les niveaux 171 et 180 mètres, on installe, pour la première fois en France, un cuvelage en fonte. Des accrochages sont établis à 180, 260 et 307 mètres. En 1861, la fosse produit 21 000 tonnes de charbon, et cette production est maintenue les années suivantes. En novembre 1864, une forte venue d'eau donne 350 m3 par jour. Une machine d'épuisement de 700 chevaux est installée, mais une varie à cette machine provoque l'inondation de la fosse. La Société de Fiennes entre alors en liquidation, et est remplacée par la Compagnie de Rety, Ferques et Hardinghen. Des moyens plus importants sont employés, aidés de ceux dont dispose la fosse Renaissance, avec qui la fosse Providence communique, mais les travaux sont finalement abandonnée le 2 février 1886.

#### Puits des Quarante
À Rety. 50° 48′ 33″ N, 1° 47′ 21″ E

#### Puits Renaissanceno1
50° 48′ 43″ N, 1° 47′ 17″ E
La fosse La Renaissance no 1 est foncée à partir de 1847 à la profondeur de 137 mètres à Rety, puis elle est approfondie à 206 mètres, et des accrochages sont établis à 129, 140, 154, 184 et 200 mètres. Le 28 mai 1850, une venue d'eau de 4 500 hectolitres par jour se déclare. La fosse est remise en activité en 1851, mais fin janvier 1852, une nouvelle inondation, de 5 500 hectolitres par jour se produit. Les moyens d'épuisement étant insuffisants, la fosse est noyée. Les travaux ne reprennent qu'en 1862, puis sont de nouveau abandonnés en 1864. La fosse est dénoyée en 1865 par une machine installée à la fosse La Providence. En 1867, le bris d'une machine d'exhaure provoque de nouveau une inondation, et la reprise n'a lieu qu'en 1868. En 1872, la Compagnie de Rety, Ferques et Hardinghen monte une pompe de 250 chevaux. L'extraction ne reprit qu'en 1876 pour cesser l'année suivante. L'extraction reprend en 1882, mais la fosse est finalement abandonnée le 2 février 1886.

#### Puits Renaissanceno2
À Rety. Ouvert en 1849, la profondeur atteinte est de 43 mètres.
50° 48′ 51″ N, 1° 47′ 22″ E

#### Puits Renant
- Puits Réperchoir (ancien)
- Puits Réperchoir (ou du Privilégié).

- Puits Riez-Broutta no 1
- Puits Riez-Broutta no 2
- Puits Riez-Broutta no 3.

#### Puits du Rocherno1
50° 48′ 41″ N, 1° 47′ 57″ E
La fosse du Rocher est commencée par Théodore Désandrouin sur le territoire de Rety. Elle est composée d'un puits d'extraction, d'un puits d'aérage, et d'un puits d'épuisement. L'exploitation débute en 1781, la veine à Cuerelles épaisse de un à 1,30 mètre y est rencontrée. La profondeur atteinte est de 118 mètres.
- Puits Rocher no 2 assure l'aérage
- Puits Rocher no 3 assure l'épuisement
- Puits Rocher (ancien).

#### Puits des Rochettes Extraction
50° 48′ 40″ N, 1° 47′ 36″ E
La fosse des Rochettes et ses deux puits ont été ouverts par la société Désandrouin-Desgranges en 1758 sur le territoire de Rety. Elle est abandonnée en 1798.

#### Puits La Routièreno1
À Hardinghen. Ouvert en 1737, il ferme en 1745. 
50° 48′ 34″ N, 1° 48′ 29″ E

#### Puits La Routièreno2
À Hardinghen. Ouvert en 1739, il ferme en 1742.
50° 48′ 36″ N, 1° 48′ 26″ E

#### Puits de la Rue des Maréchaux
À Hardinghen. Ouvert en 1900, la profondeur atteinte est de 37,60 mètres.
50° 48′ 08″ N, 1° 49′ 01″ E

#### Puits Ruisseauno1
la fosse du Ruisseau est constituée de deux puits d'environ treize mètres creusés en 1811 par le groupe Liedekerque-Cazin dans le bassin du Bois des Roches. Ils ont été abandonnés à cause des venues d'eau.

#### Puits Saint-Étienneno1
50° 48′ 33″ N, 1° 48′ 07″ E
La fosse Saint-Étienne est ouverte en 1825 dans le bois d'Aulnes à Rety par la Société de Liedekerque-Cazin. Les deux puits trouvent la veine Maréchale à 31 mètres, le puits no 1 est profond de 33 mètres. La fosse remplace celle du Bois d'Aulnes no 9 à partir du 6 décembre 1825. Le 2 décembre 1826, un ouvrier y est tué par le grisou. La fosse est abandonnée le 17 mai 1927.

#### Puits Saint-Ignaceno1
La fosse Saint-Ignace est effectuée dans le Bois de Saulx par Théodore Désandrouin. Deux puits sont établis non loin de la fosse Sans Pareille, profonds de 77 mètres. Elle fonctionne jusqu'en 1790. Elle est ensuite reprise en 1824. Le 31 juillet 1825, deux mineurs sont tués dans une explosion de grisou. En 1830, la fosse devient puits d'aérage pour la fosse John.

#### Puits Saint-Ignaceno2
- Puits Saint-Jean de la pâture grasse no 1
- Puits Saint-Jean de la pâture grasse no 2
- Puits Saint-Jean de la pâture grasse no 3.

- Puits Saint-Jean de la pâture Lefebvre no 1
- Puits Saint-Jean de la pâture Lefebvre no 2
- Puits Saint-Jean de la pâture Lefebvre no 3
- Puits Saint-Jean de la pâture Lefebvre no 4.

- Puits Saint-Joseph no 1
- Puits Saint-Joseph no 2.

#### Puits Saint-Lambert
À Rety. Ouvert en 1816, le puits est profond de 35,03 m. Il est abandonné le 28 décembre 1816 sans avoir trouvé de veine exploitable. On désigne plus particulièrement sous ce nom une autre fosse ouverte par de Liedekerque Cazin, le 16 septembre 1816, non loin du petit bois Flahaut, appelé plus tard Bois Lannoy, et près du chemin qui conduit au Rouge-Fort.
50° 47′ 56″ N, 1° 47′ 55″ E

#### Puits Saint-Louisno1
50° 48′ 45″ N, 1° 48′ 10″ E
La fosse Saint-Louis, dénommée par rétronymie Saint-Louis no 1, aussi nommée « en pied », est ouverte le 25 août 1813 à Rety dans le bois de Saulx. Le puits est profond de 32,11 mètres. Le creusement a donné une assez grande quantité d'eau, 2 000 hectolitres par jour, la fosse a donc été abandonnée le 20 septembre 1813.

#### Puits Saint-Louisno2(premier puits)
50° 48′ 42″ N, 1° 48′ 14″ E
La fosse Saint-Louis no 2, aussi nommée « en comble », est ouverte par Liedekerque-Cazin à Rety. Le premier puits est commencé dans le bois de Saulx, au nord-ouest de la fosse des Limites sur Rety, et à 24 mètres du bois de Fiennes, le 26 août 1818. Après le calcaire carbonifère à 22,14 mètres, le puits s'est ensuite enfoncé dans le marbre plongeant au nord, puis dans le terrain houiller. Le 27 février 1819, à la profondeur de 27,40 mètres, le creusement a dû être stoppé, à cause d'une forte venue d'eau. Ce puits a plus tard été repris et associé au second puits de la fosse Saint-Louis no 2, lesquels communiquent entre eux à la profondeur de 25 mètres. La veine à Boulets a été exploitée à la profondeur de 52 mètres.

#### Puits Saint-Louisno2(second puits)
Le second puits de la fosse Saint-Louis no 2 est commencé le 21 août 1819, cinq mètres à l'est du précédent. La profondeur du puits est de 52,02 mètres, il a été prolongé par des tourets qui ont atteint la veine à Cuerelles.
- Puits Sainte-Marguerite no 1
- Puits Sainte-Marguerite no 2
- Puits Sainte-Marguerite no 3.

#### Puits Sans Culottesno1
50° 47′ 54″ N, 1° 48′ 12″ E
La fosse Sans Culotte est creusée au hameau de Hénichart à Hardinghem par une bande de « terroristes », qui y a exploité au détriment des ayants droit une veine dont l'épaisseur variait de 65 à 110 centimètres. Les deux puits ne dépassaient pas vingt mètres de profondeur.

#### Puits Sart
À Rety.
50° 48′ 35″ N, 1° 47′ 17″ E

#### Puits du Souich
50° 48′ 35″ N, 1° 47′ 10″ E
La fosse du Souich est commencée en 1850 par la Société de Fiennes à Rety. Elle est creusée à 154 mètres de profondeur, avec des accrochages à 124, 132 et 154 mètres. Le gisement est très irrégulier, et une venue d'eau de 2 200 hectolitres par jour oblige l'abandon des travaux le 10 février 1853. La fosse est reprise en 1865, 200 hectolitres d'eau y sont retirés chaque jour, mais l'exploitation, trop onéreuse, est abandonnée en juillet 1868. 

#### Puits du Sud
50° 48′ 42″ N, 1° 48′ 11″ E
La fosse du Sud est commencée par Liedekerque-Cazin puis continuée par la Société de Fiennes dans le bois de Saulx en 1837, à Rety. Le puits est profond de 190 mètres. Les veines à Cuerelles, Maréchale et à Deux laies y ont été exploitées jusque 1849. La fosse a ensuite servi pour l'aérage et l'épuisement de la fosse Espoir no 2.

#### Puits Suzette
50° 48′ 16″ N, 1° 47′ 53″ E
Le puits Suzette a été ouvert à Rety en 1784 par la Société de Sesseval, au sud du bois d'Aulnes, la profondeur atteinte est de 27 mètres, dans le marbre carbonifère formant le soubassement du bassin d'Hardinghen. On a voulu continuer le puits par un sondage, mais l'outil s'étant engagé dans une fente du calcaire, on n'est pas parvenu à le retirer, et on a tout abandonné.

#### Puits Taverneno1
La fosse Taverne est constituée de trois puits entrepris par la Société Désandrouin-Cazin à Rety en 1798. Une veine de charbon y est exploitée à la profondeur approximative de 17 mètres. Les travaux sont abandonnés en 1801.

#### Puits Taverneno3
50° 48′ 29″ N, 1° 47′ 46″ E

#### Puits Triquetno1
La fosse Triquet est ouverte à Rety en 1800 par Désandrouin-Cazin. Les deux puits sont profonds de vingt mètres. L'extraction, très faible, est vite abandonnée.

#### Puits Triquetno2
50° 48′ 28″ N, 1° 47′ 36″ E
- Puits Tuilerie no 1
- Puits Tuilerie no 2
- Puits Tuilerie no 3.

#### Puits Verger-Blondinno1
À Hardinghen. Ouvert en 1791, la profondeur atteinte est de 50 mètres.
50° 48′ 36″ N, 1° 48′ 50″ E
- Puits Verger-Blondin no 2
- Puits Verger-Blondin no 3
- Puits Verger-Blondin no 4.

#### Puits de la Verrerie Nord
À Rety. Ouvert en 1852, la profondeur atteinte est de 65 mètres.
50° 48′ 35″ N, 1° 47′ 56″ E

#### Puits de la Verrerie Sud
À Rety. Ouvert en 1852, la profondeur atteinte est de 42 mètres.
50° 48′ 33″ N, 1° 47′ 57″ E

#### Puits des Verreries
À Rety. La fosse des Verreries est constituée d'un puits remis en extraction en 1804 sur une très ancienne fosse. La veine Maréchale y est trouvée à 37 mètres de profondeur. Le puits a servi à l'aérage de la fosse Pâture à Briques puis d'épuisement à la fosse du Bois de Saulx.
50° 48′ 35″ N, 1° 48′ 03″ E

#### Puits Vieille Maison
À Rety. Ouvert dans les années 1790, le puits est abandonné en 1796.
50° 48′ 35″ N, 1° 47′ 43″ E

#### Puits du Vieux Rocher
À Rety. Ouvert vers 1790.
50° 48′ 36″ N, 1° 47′ 57″ E

#### Puits Warnier
Le puits Warnier est localisé rue Victor-Hugo à Rety, entre les fosses Bellevue à l'ouest et Lamarre no 2 à l'est.
50° 48′ 26″ N, 1° 47′ 29″ E

### Fosses à l'intérieur de la Concession de Fiennes

#### Puits Boulonnaise
50° 48′ 45″ N, 1° 48′ 26″ E
La fosse Boulonnaise est ouverte par la Société de Fiennes en 1838 à Fiennes. D'un diamètre de 2,60 mètres, la fosse est amenée à la profondeur de 230,37 mètres, des accrochages sont établis à 145, 175 et 187 mètres. La production a été assez impoortante, mais elle ne donne plus rien en 1840. La fosse est fermée en 1850.

#### Puits de la Commune
À Fiennes. Ouvert vers 1791, la profondeur atteinte est de 43 mètres.
50° 48′ 39″ N, 1° 48′ 58″ E

#### Puits Espoirno1
50° 48′ 49″ N, 1° 48′ 14″ E
La fosse Espoir no 1 est ouverte en 1784 à Fiennes par François Brunet fils au nord-ouest de la fosse Sans Pareille. Le puits est profond de 99 mètres. En 1792, on a troué des vieux travaux de la fosse Sans Pareille qui étaient inondés. Un ouvrier a été noyé. L'extraction a alors été abandonnée.

#### Puits Espoirno2(ou Nouvel Espoir)
À Fiennes. Ouvert en 1838.
50° 48′ 49″ N, 1° 48′ 12″ E
La fosse Espoir no 2 a été ouverte à Fiennes en 1838 par la Société de Fiennes à 25 mètres de la fosse Espoir no 1, et foncée à 270,70 mètres, avec des accrochages établis à 132, 160, 172, 193, 240, 253 et 266 mètres. En 1852, 103 700 hectolitres ont été produits, 125 400 en 1853, 140 969 en 1854, 144 406 en 1855, et 185 353 en 1856. La fosse a subitement été inondée le 29 mars 1858 à la suite d'une importante venue d'eau provenant d'anciens chantiers. Elle a été abandonnée en y laissant matériels et chevaux.

#### Puits Fort Rouge
À Fiennes. Ouvert vers 1740, la profondeur atteinte est de 172.66 mètres.
50° 48′ 46″ N, 1° 48′ 35″ E

#### Puits La Hurie
50° 48′ 42″ N, 1° 48′ 31″ E
La fosse La Hurie est creusée en 1740 à Fiennes par Gaspard Moise de Fontanieu à la profondeur de 140 mètres. Le charbon y est extrait pendant une quarantaine d'années. Le puits est abandonné en 1784. Le terrain houiller est atteint à 32,78 mètres, les veines exploitées sont la veine à Boulets à 52 mètres, la veine à Curière à 96 mètres, la veine Maréchale à 135 mètres, et enfin, la veine à Deux laies. En dernier lieu, les trois premières veines ont été réservées pour être exploitées par la fosse Sans Pareille. Le puits de la fosse La Hurie a été creusé après celui du Fort Rouge.

#### Puits Limites sur Fiennes
- Puits Machine no 1
- Puits Machine no 2.

#### Puits Sainte Barbe
50° 48′ 53″ N, 1° 48′ 05″ E
La fosse Sainte Barbe est ouverte en 1838 à Fiennes par la Société de Fiennes, avec un puits profond de 51,42 mètres. À la suite d'une venue d'eau, la fosse est abandonnée le 5 mars 1839.

#### Puits Sans Pareille
50° 48′ 47″ N, 1° 48′ 16″ E
La fosse Sans Pareille est établie en 1758 dans le bois de Fiennes par de Fontanieu. Elle est approfondie à 268 mètres et des accrochages sont établis à 32, 132, 163, 196 et 224 mètres. En 1784, des ouvrages en remonte de la veine à Cuerelles rejoignent ceux de la fosse du Bois de Saulx no 1 qui appartient à la Société Désandrouin-Cazin. La fosse Sans Pareille est abandonnée peu de temps après.

#### Puits Ségard (ou Coin du Bois)
50° 48′ 42″ N, 1° 48′ 46″ E
La fosse Ségard est ouverte en 1740 par de Fontanieu à la profondeur de 144 mètres près du bois de Fiennes. Olry indique 114 mètres de profondeur. La rencontre d'anciens ouvrages motive l'abandon de la fosse.

#### Puits Vieille Garde
50° 48′ 43″ N, 1° 48′ 51″ E
La fosse Vieille Garde a été creusée en 1838 à Fiennes par la Société de Fiennes. Le puits est creusé jusqu'à la profondeur de 60,45 mètres, mais le charbon n'y est pas recoupé. La fosse est abandonnée en 1839.

### Fosses à l'intérieur de la Concession de Ferques

#### Puits Bainghen
À Bainghen, un puits profond de vingt mètres a été creusé par Lebreton-Dulier, il est resté dans le terrain silurien.

#### Puits Bonvoisinno2
À Leulinghen-Bernes. Ouvert en 1845, la profondeur atteinte est de 9,7 mètres.
50° 49′ 57″ N, 1° 43′ 42″ E
- Puits Bonvoisin no 3
- Puits Bonvoisin no 4
- Puits Bonvoisin no 5
- Puits Bonvoisin no 6
- Puits Bonvoisin no 7.

#### Puits de Caffiers
50° 48′ 57″ N, 1° 48′ 26″ E

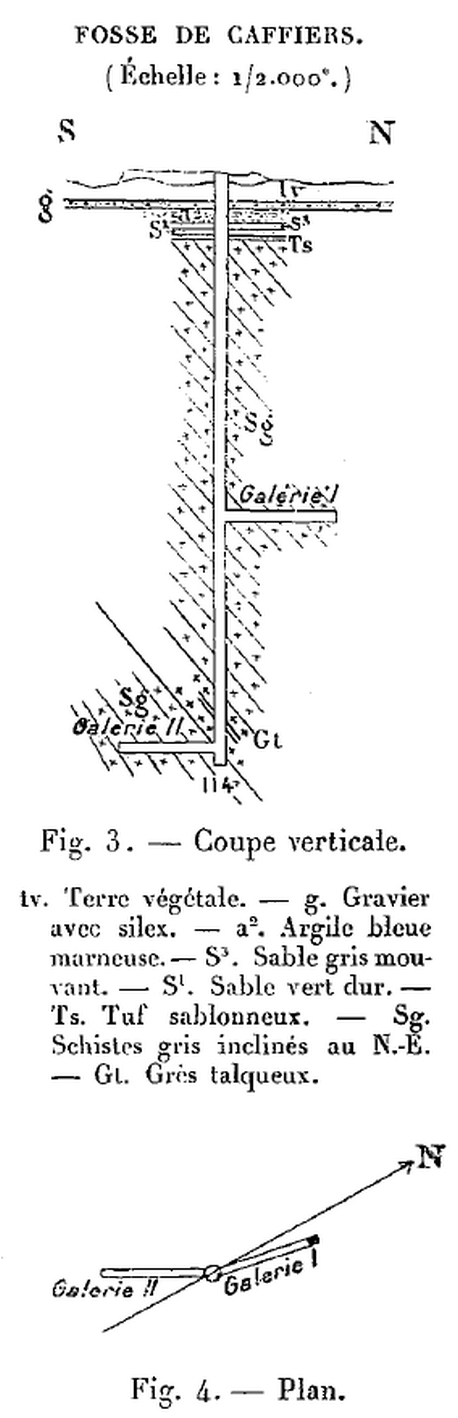
Coupe verticale du puits de Caffiers.

La fosse de Caffiers est ouverte en 1838 à Caffiers par la Société de Ferques, et abandonnée à la profondeur de 114 mètres en 1839, faute de charbon. Deux galeries y avait été exécutées, sans y trouver la houille.

#### Puits Ferques no 2

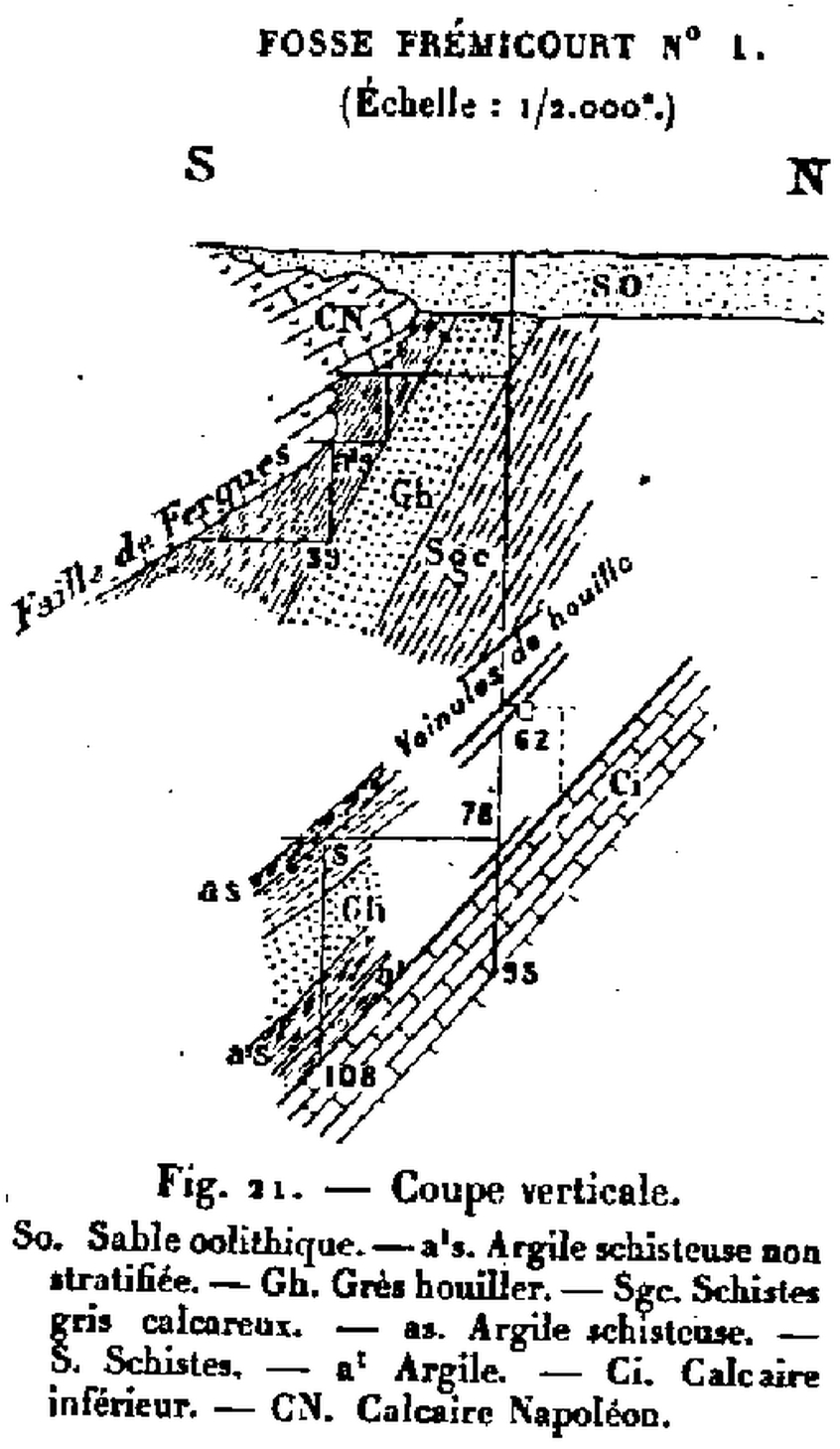
Coupe schématique du puits Frémicourt no 1.

#### Puits Frémicourtno1
La fosse de Frémicourt est ouverte avec deux puits en 1836 par les sieurs Frémicourt à Ferques. La fosse est ensuite continuée par la Première Société de Ferques à 95 mètres de profondeur. Les travaux sont abandonnés en 1839, faute de charbon.

#### Puits Landrethunno1(Montacres) (puits nord)

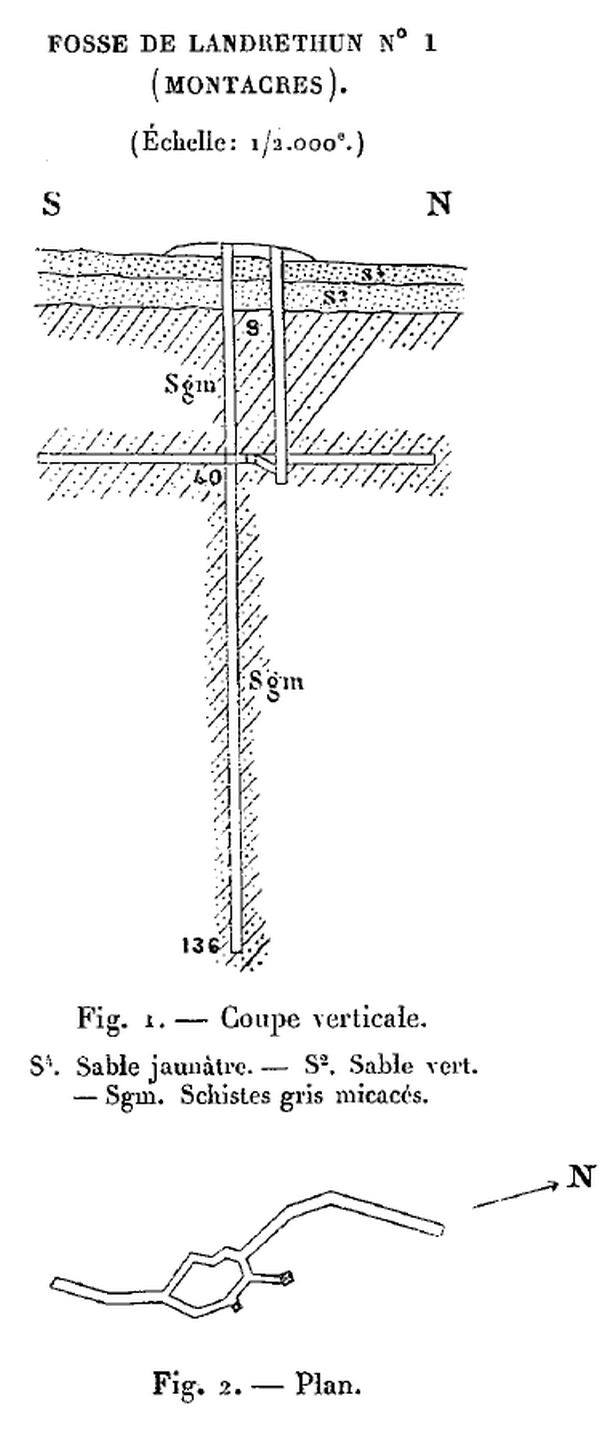
Coupe verticale des puits de la fosse Landrethun no 1.

La fosse de Landrethun est ouverte en 1785 à Landrethun-le-Nord avec deux puits par le Sieur Roger de Dunkerque, au hameau de Montacres. Les puits sont arrêtés à la profondeur de quarante mètres car l'inclinaison des terrains est presque verticale. Ces deux puits ont permis de recouper le terrain silurien. Les puits sont alors remblayés peu après. 
En 1838, la première Société de Ferques vide et reprend ces puits. Celui du Sud est approfondi jusqu'à 136 mètres, et, au niveau de quarante mètres, des galeries sont poussées à travers bancs vers le nord et le sud, mais le terrain houiller n'y a pas été rencontré.

#### Puits Landrethunno2(ou du Communal)
À Landrethun-le-Nord.
Ouvert en 1836, la profondeur atteinte est de 103 mètres, 11 mètres sans compter le sondage.
50° 50′ 24″ N, 1° 46′ 38″ E
- Puits Landrethun no 3 (Croisettes)
- Puits Landrethun no 4 (Couderousse) (premier puits)
- Puits Landrethun no 4 (Couderousse) (deuxième puits)
- Puits Landrethun no 4 (Couderousse) (troisième puits)
- Puits Landrethun no 4 (Couderousse) (quatrième puits).

#### Puits de Leulinghen (ou Chanoit)

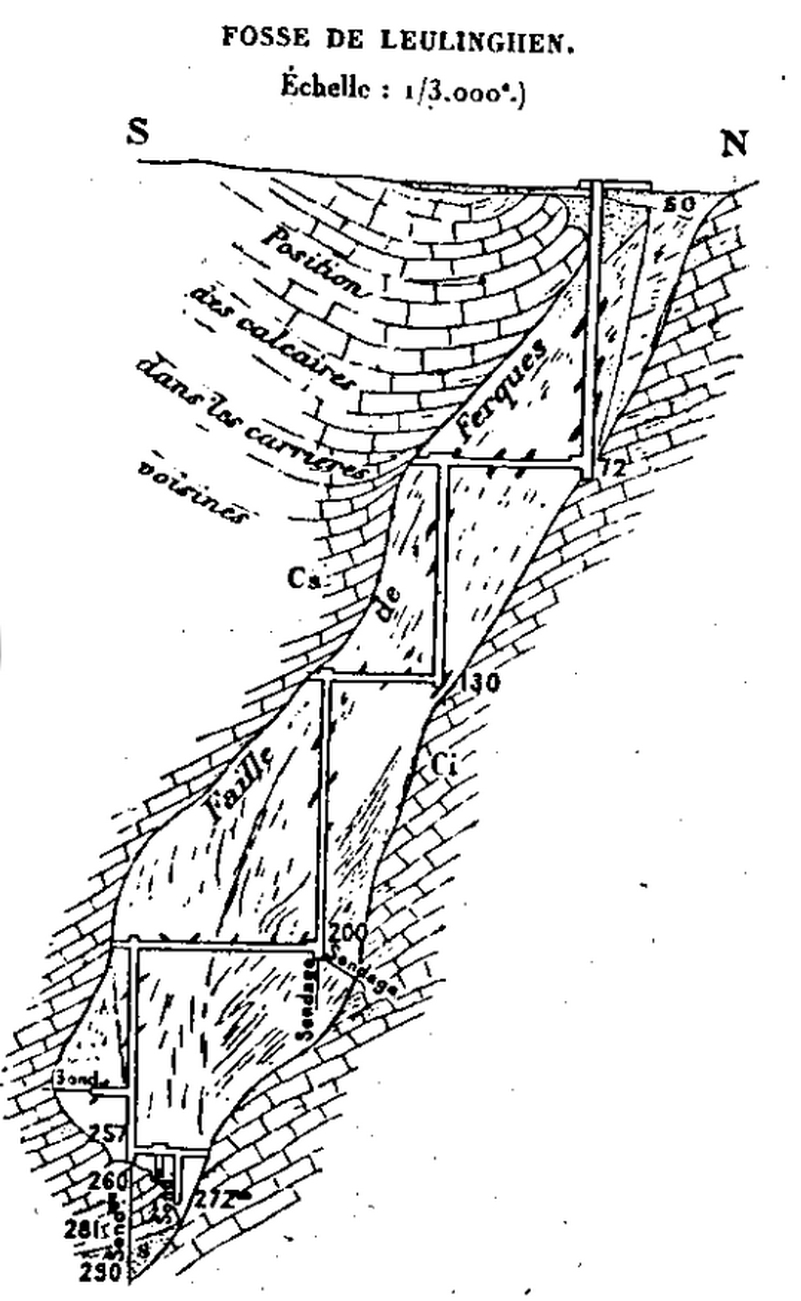
Coupe schématique du puits de Leulinghen.

50° 49′ 59″ N, 1° 43′ 27″ E
La fosse de Leulinghen est entreprise par la Seconde Société de Ferques en 1848 à Leulinghen-Bernes. Les travaux descendent à 272 mètres. Les veines sont irrégulières, et ne donnent que 10 000 tonnes de charbon en quatre ans. L'exploitation cesse en 1852.

### Fosses en dehors des concessions ou ouverts après 1904

#### Puitsno1de la fosse de Ferques
À Ferques. Ouvert en 1906 la profondeur atteinte est de 435 mètres.
50° 49′ 12″ N, 1° 46′ 24″ E

#### Puitsno2de la fosse de Ferques
À Ferques. Ouvert en 1906, la profondeur atteinte est de 403 mètres.
50° 49′ 15″ N, 1° 46′ 27″ E

#### Puitsno3de la fosse de Ferques
À Ferques. Ouvert en 1906, la profondeur atteinte est de 710 mètres.
50° 49′ 15″ N, 1° 46′ 25″ E

#### Puitsno1d'Élinghen
À Rety.

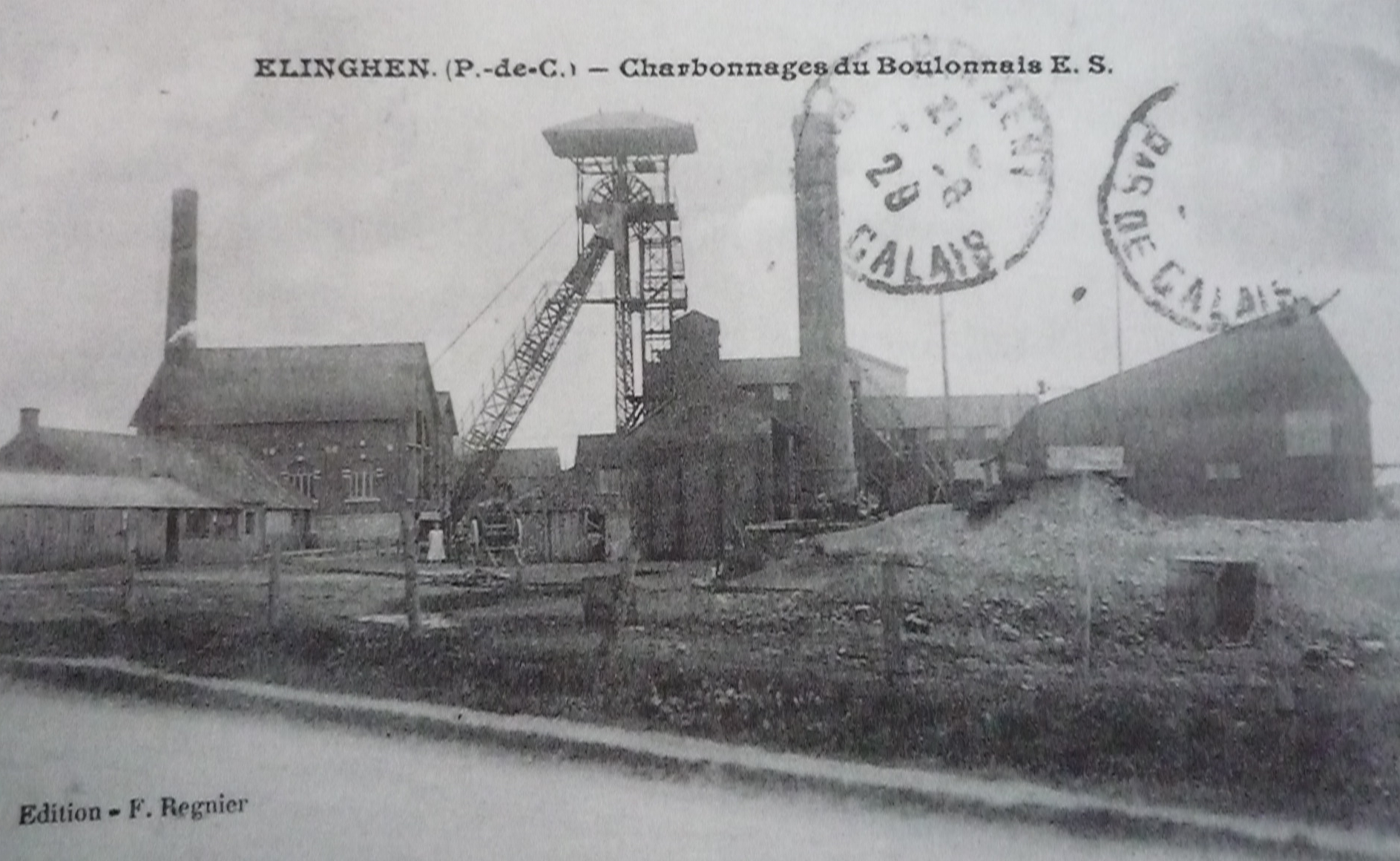
Fosse no 1 en 1925.

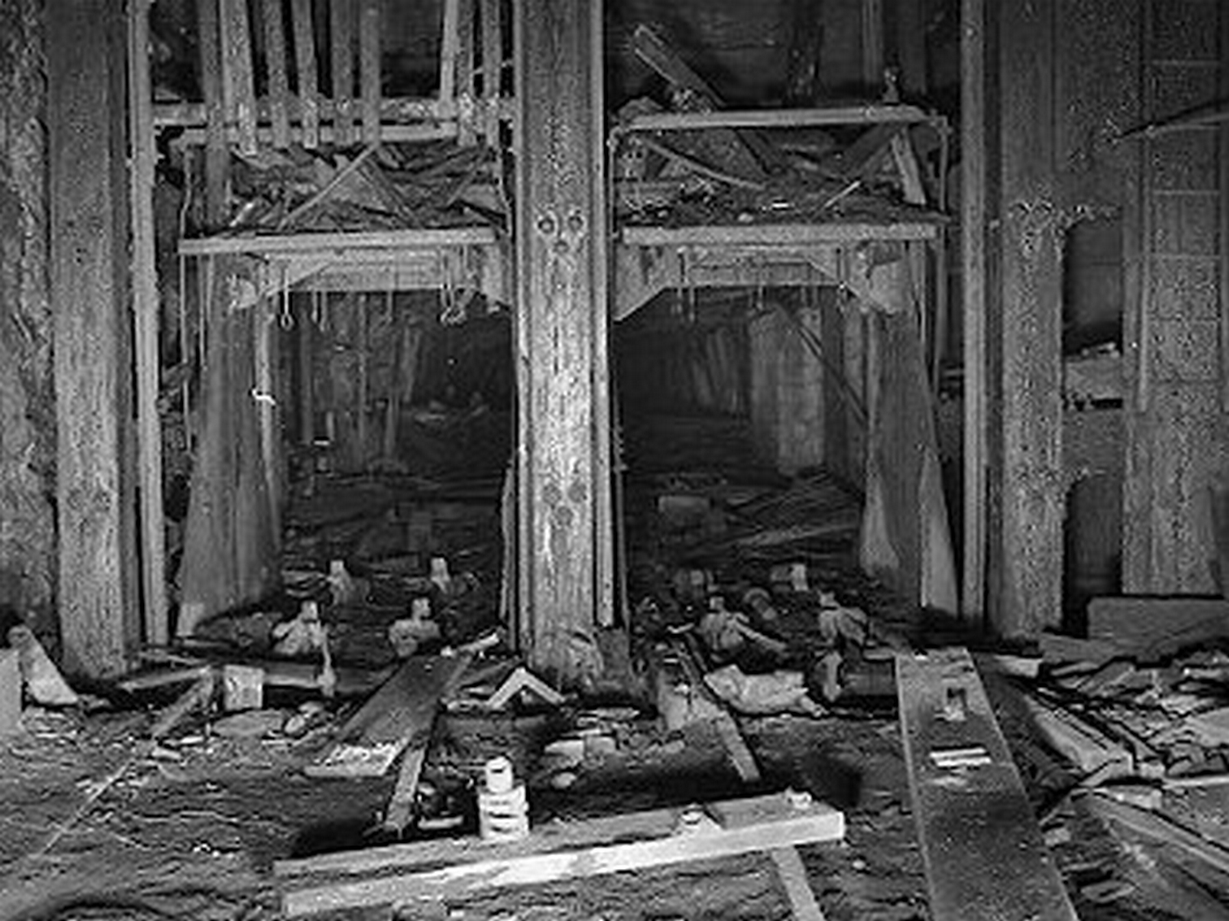
Le dénoyage de la recette du fond en 1942.

La fosse d'Élinghen est la dernière tentative d'exploiter le bassin houiller du Boulonnais. En 1919, la Société Métallurgique de l'Ariège fonce deux puits qui commencent en 1922 l'exploitation d'un gisement tourmenté, dont le charbon est de piètre qualité. En 1929, des incendies dans les fronts de taille obligent la société à cesser les travaux. L'année suivante, c'est au tour de la Compagnie des Charbonnages de Vendin-lès-Béthune de tenter l'aventure. Elle y installe un grand chevalet métallique provenant de sa fosse de Vendin. La production est très faible, la société est dissoute en 1932. En 1942, la Compagnie Nationale des Carburants rachète la concession et entreprend, en y mettant des moyens importants, le dénoyage et la réfection des installations du fond. En 1946, c'est la Nationalisation et les besoins en charbon font reprendre l'extraction en 1948 qui s'arrête définitivement en novembre 1949. Un écoquartier est bâti depuis sur l'ancien carreau de Mine et son terril depuis 2017,.
Le puits no 1 profond de 413 m est remblayé. Les installations de surface sont démantelées mais il subsiste deux bâtiments et la cheminée. Il subsiste toujours quelques signes d'une exploitation ancienne du charbon.Les plaques d'informations des dalles de scellement des puits ont été volées.
50° 49′ 11″ N, 1° 46′ 25″ E

#### Puitsno2d'Élinghen
À Rety. Ouvert en 1913, le puits no 2, profond de 403 m est serrementé en 1950.

## Sondages

### Sondages à l'intérieur de la Concession d'Hardinghen

#### Sondage de l'eau courte ou de la drève
À Hardinghen. Ce sondage de 52 mètres est creusé à partir du 26 août 1833. Il est arrêté le 5 octobre de la même année à la suite d'une rupture de tige.
50° 47′ 08″ N, 1° 49′ 29″ E

#### Sondage de Locquinghenno2(ou des Quarante)
À Rety. Effectué en 1847, la profondeur atteinte est de 75,74 mètres.
50° 48′ 31″ N, 1° 47′ 15″ E

### Sondages à l'intérieur de la Concession de Fiennes

#### Sondage au Château de Fiennes
À Fiennes. Effectué en 1838, la profondeur atteinte est de 78 mètres.
50° 49′ 30″ N, 1° 48′ 56″ E

#### Sondageno1de Fiennes
À Fiennes. Effectué en 1875, la profondeur atteinte est de 191 mètres.
50° 48′ 45″ N, 1° 48′ 23″ E

#### Sondageno2de Fiennes
À Fiennes. Effectué en 1876, la profondeur atteinte est de 77 mètres.
50° 48′ 53″ N, 1° 48′ 43″ E

#### Sondageno3de Fiennes
À Fiennes. Effectué en 1876, la profondeur atteinte est de 173 mètres.
50° 48′ 31″ N, 1° 49′ 24″ E

### Sondages à l'intérieur de la Concession de Ferques

#### Sondage de Blecquenecques
À Ferques. Effectué en 1879, la profondeur atteinte est de 545,10 mètres.
50° 49′ 31″ N, 1° 44′ 08″ E

#### Sondage de Caffiers
À Caffiers. Effectué en 1838, la profondeur atteinte est de 60 mètres.
50° 49′ 03″ N, 1° 48′ 26″ E

#### Sondage d'Hydrequent
À Rety. Effectué en 1881, la profondeur atteinte est de 507 mètres.
50° 49′ 21″ N, 1° 45′ 29″ E

### Sondages en dehors des concessions
- Affringues
- Aire no 1 ou du Fort-Saint-François
- Aire no 2 ou du Moulin-le-Comte
- Alembon
- L'Anglaise
- Arques no 1 ou du Haut-Arques
- Arques no 2 ou de Mulhove
- Audinghen
- Audruicq
- Le Bail
- Rinxent. Basse-Falise. Effectué en 1850, la profondeur atteinte est de 369 mètres.50° 48′ 48″ N, 1° 45′ 02″ E[BRGM 108]
- Beaumetz-lez-Aire (ancien)
- Beaumetz-lez-Aire
- Blessy
- Bomy
- Bonningues-lez-Calais
- Boulogne
- Bourbourg - Campagne no 1 ou le Guindal
- Bourbourg - Campagne no 2 ou Bourbourg - Campagne Sud-Est
- Bournonville
- no 1 de Boursin
- Boursin. no 2 de Boursin. Effectué en 1862, la profondeur atteinte est de 112 mètres. 50° 46′ 36″ N, 1° 49′ 06″ E[BRGM 109]
- Bouvelinghem
- Bray-Dunes
- Le Breuil
- Busnes
- Calais
- Cauchy
- Clarques
- Colincthun
- Le Colombier
- Condette
- Conteville
- Coquelles
- Coyecque no 1
- Coyecque no 2 ou Delette-Coyecque
- Craywick
- La Creuse
- Delette no 1
- Delette no 2
- Delette no 3
- Delette no 4 ou Delette Sud-Est
- Desvres
- Dohem
- Dunkerque
- Ebblinghem
- Élinghen. À Rety. Effectué en 1911, la profondeur atteinte est de 463,80 mètres 50° 49′ 11″ N, 1° 46′ 25″ E[BRGM 110]
- Enguinegatte (ancien)
- Enguinegatte
- Escalles no 1
- Escalles no 2
- Escœuilles no 1
- Escœuilles no 2
- Escœuilles no 3
- Escœuilles no 4
- Fiennes. Sondage près de l'ancienne fosse Espoir. La profondeur atteinte est de 35 mètres. Il est situé dans le Bois de Fiennes 50° 48′ 49″ N, 1° 48′ 15″ E[BRGM 111].
- Folle-Emprise
- Fouquexolle no 1
- Fouquexolle no 2
- Framzelle
- Gravelines (ancien)
- Gravelines
- Guemps
- Guines
- Hallines
- Hames-Boucres
- Haverskerque
- Herbelle
- Hermelinghen ou du Ventu d'Alembon. Effectué en 1857, la profondeur atteinte est de 135 mètres 50° 48′ 01″ N, 1° 52′ 11″ E[BRGM 112]
- Hervelinghen ou le Mont de Coupe
- Hesdin-l'Abbé
- Inghem
- Journy
- Liauwette
- Licques
- La Liégette
- Longuenesse
- Lottinghem
- Lumbres no 1
- Lumbres no 2
- Marck
- Menneville
- Molinghem
- Mont des Boucards ou Trois-Cornets
- Morbecque
- Nielle-lès-Bléquin (ancien)
- Nielle-lès-Bléquin (anciens)
- Nielle-lès-Bléquin
- Nielle-lès-Thérouanne ou Thérouanne no 2
- Noordpeene
- Nortkerque
- Offekerque
- Outreau
- Ouves
- Pas-de-Gay
- Petite-Synthe
- Peuplinghe
- La Pierre
- Pihen
- Pont-d'Ardres ou Pont-Sans-Pareil
- Pont-Asquin
- Pont-d'Oye
- Quesques no 1
- Quesques no 2
- Quesques no 3
- Radometz ou Thérouanne no 1
- Rebecq
- Rebergues no 1
- Rebergues no 2
- Rebergues no 3
- Rebergues no 4
- Remilly-Wirquin
- Saint-Martin-au-Laert
- Saint-Omer-Capelle
- Saint-Pierre-Brouck no 1
- Saint-Pierre-Brouck no 2
- Samer, de Chantraine ou de Carly
- Sangatte
- Sanghen. Effectué en 1875, la profondeur atteinte est de 209 mètres 50° 45′ 57″ N, 1° 53′ 20″ E[BRGM 113]
- Setques no 1
- Setques no 2
- Steenbecque
- Strouanne ou Saint-Pot
- Surques no 1
- Surques no 2
- Surques no 3
- Tardinghen (anciens)
- Tardinghen
- Thérouanne no 3
- Tournehem
- Val-Saint-Martin
- Rinxent. Sondage de la Vallée Heureuse. Effectué en 1908, la profondeur atteinte est de 115.40 mètres 50° 48′ 56″ N, 1° 45′ 12″ E[BRGM 114]
- Vaudringhem
- Vieille-Église
- Le Waast no 1
- Le Waast no 2
- Wavrans no 1
- Wavrans no 2
- Wimereux
- Wirquin
- Wirwignes
- Wismes
- Wissant-Nord
- Wissant-Sud
- Witerthun
- Wizernes

## Production

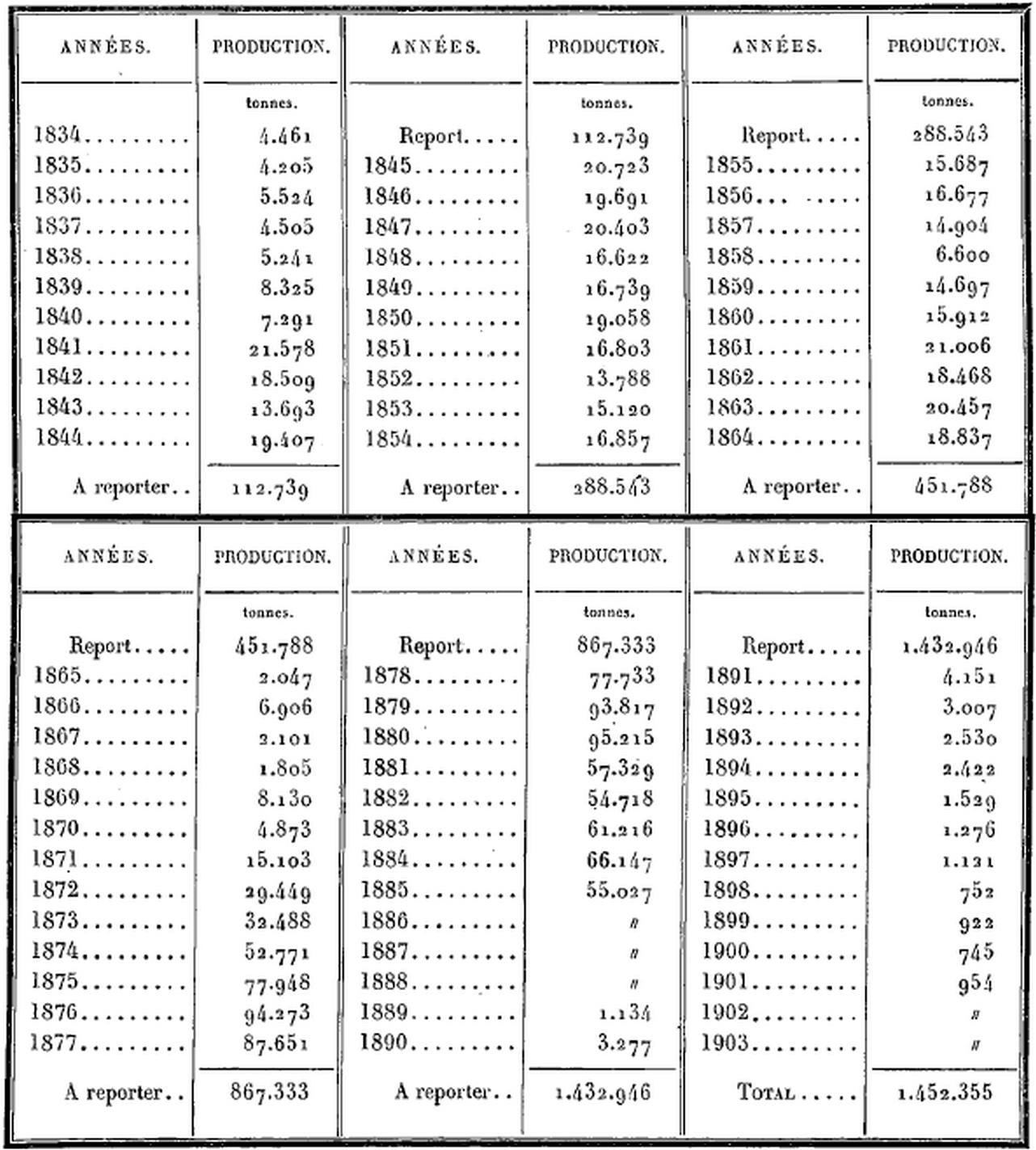
Production cumulée des Mines du Boulonnais.

La Concession de Ferques peut être considérée comme n'ayant jamais été en exploitation proprement dite. L'extraction qui y a été opérée dans la petite bande de Ferques-Leulinghen, au Nord de la faille de Ferques, a toujours été très faible, et on peut la négliger. La concession de Fiennes a été très anciennement exploitée; mais, après la constitution de la première société de Fiennes, en décembre 1837, on l'a regardée comme ne faisant plus qu'un avec celle d'Hardinghen. Les travaux de sa fosse la plus importante, Espoir no 2, se sont étendus à la fois sur l'une et sur l'autre, et il devient impossible, dans ces conditions, de discerner la part qui revenait à chacune d'elles. Après la mise en liquidation de la Première Société de Fiennes, la concession de Fiennes n'a plus été exploitée. Dans ces conditions, nous nous bornerons à faire connaître, dans le tableau ci-après, la production globale du bassin du Boulonnais pour chacune des années écoulées depuis 1834. Il doit être entendu que la plus grande partie de cette production a été fournie par Hardinghen, que Fiennes n'y a contribué que dans une faible mesure, car, à partir de 1849, la fosse Espoir no 2 a cessé d'en extraire du charbon, cette concession restant alors inexploitée, et que Ferques n'y a apporté qu'un appoint négligeable.
Le total des chiffres inscrits au tableau ci-contre s'élève en chiffres ronds à 1 452 000 tonnes. Pour obtenir la production du bassin, depuis l'origine, il convient, faute de renseignements précis, d'avoir recours à des hypothèses. Pendant le XVIIe et le XVIIIe siècle, l'extraction a été relativement faible. Elle paraît avoir été plutôt inférieure crue supérieure à 5 000 tonnes par an. Nous nous rapprocherons donc de la vérité en négligeant le tonnage obtenu antérieurement à l'année 1701, et en admettant, pour le XVIIIe siècle, une moyenne annuelle de 5 000 tonnes qui, pour cent ans, donne 500 000 tonnes. Enfin, pour les années 1801 à 1833, l'extraction a vraisemblablement pu atteindre environ 8 000 tonnes par an. Nous nous baserons sur ce chiffre qui, pour 33 ans, donne encore 264 000 tonnes. Nous arrivons ainsi à un total de 2 216 000 tonnes de charbon extraites.